# Veghel (plaats)
Veghel (/ˈvɛxəl/ⓘ; Veghels: Vèghel) is een plaats in de gemeente Meierijstad, in de Nederlandse provincie Noord-Brabant. Veghel is gelegen in de Meierij van 's-Hertogenbosch. Op 1 januari 2023 telde Veghel 33.895 inwoners, op een oppervlakte van 43,06 km². 
Tot de BAG-woonplaats Veghel behoren de drie kernen Eerde, Mariaheide en Zijtaart. Exclusief deze kernen telde Veghel op 1 januari 2023 28.900 inwoners, op een oppervlakte van 25,04 km².
In 1225 wordt Veghel voor het eerst genoemd als Vehchele. Wegens stedelijke ontwikkeling vanaf midden 19e eeuw werd Veghel later de Parel van de Meierij genoemd, verwijzend naar de regionale functie van Veghel in de Brabantse Midden-Meierij. Veghel ligt aan het nationaal landschap Het Groene Woud.
Naar inwonertal is Veghel de 15e plaats van Noord-Brabant. De plaats wordt door de gemeente Meierijstad omschreven als dorp, maar door de regiofunctie die het vervult, de hoge werkgelegenheid en het voorzieningenniveau, wordt Veghel beschouwd als een middelgrote stad. Het aantal arbeidsplaatsen is vergelijkbaar met dat van plaatsen als Veenendaal, Den Helder, Oosterhout en Weert.
Veghel vormt samen met Uden het stedelijk concentratiegebied (SCG) van de regio Uden-Veghel.

## Geschiedenis
Veghel is ontstaan in de vroege middeleeuwen. In 1225 wordt het voor het eerst genoemd als Vehchele. De plaatsnaam gaat, wat het laatste deel betreft, vermoedelijk terug op lo, een oud woord voor bos. De betekenis van het eerste deel van de plaatsnaam is nog onduidelijk.
In 1231 kwam Veghel bij het Hertogdom Brabant te horen als onderdeel van de Meierij van 's-Hertogenbosch in het Kwartier van Peelland. Uit deze periode dateren veel gegevens over de plaats Veghel. In 1310 gaf Hertog Jan II van Brabant aan de parochianen van Veghel een oorkonde uit, waarin hij hen toestond de gemeentegronden te gebruiken en impliciet beloofde deze rechten te beschermen. De grenzen van de gemeentegronden lagen deels al vast in 1299, toen de hertog van Brabant op de grens van Sint-Oedenrode, Schijndel en Veghel de Koeveringse molen liet bouwen.
Sinds 1648 is Veghel onderdeel van de Republiek der Zeven Verenigde Nederlanden. Dit als gevolg van de overname van het bestuur van de Meierij van 's-Hertogenbosch door de Staten-Generaal. In 1719 wordt het dorp verheven tot marktvlek en krijgt het van de Staten-Generaal het privilege om wekelijks op donderdag een botermarkt te houden en per jaar vier paarden- en beestenmarkten. In 1730 mag Veghel een boterwaag oprichten, waarbij in 1733 het privilege wordt verkregen, dat alle boter die in Veghel wordt verhandeld in de Veghelse boterwaag moet zijn gewogen.

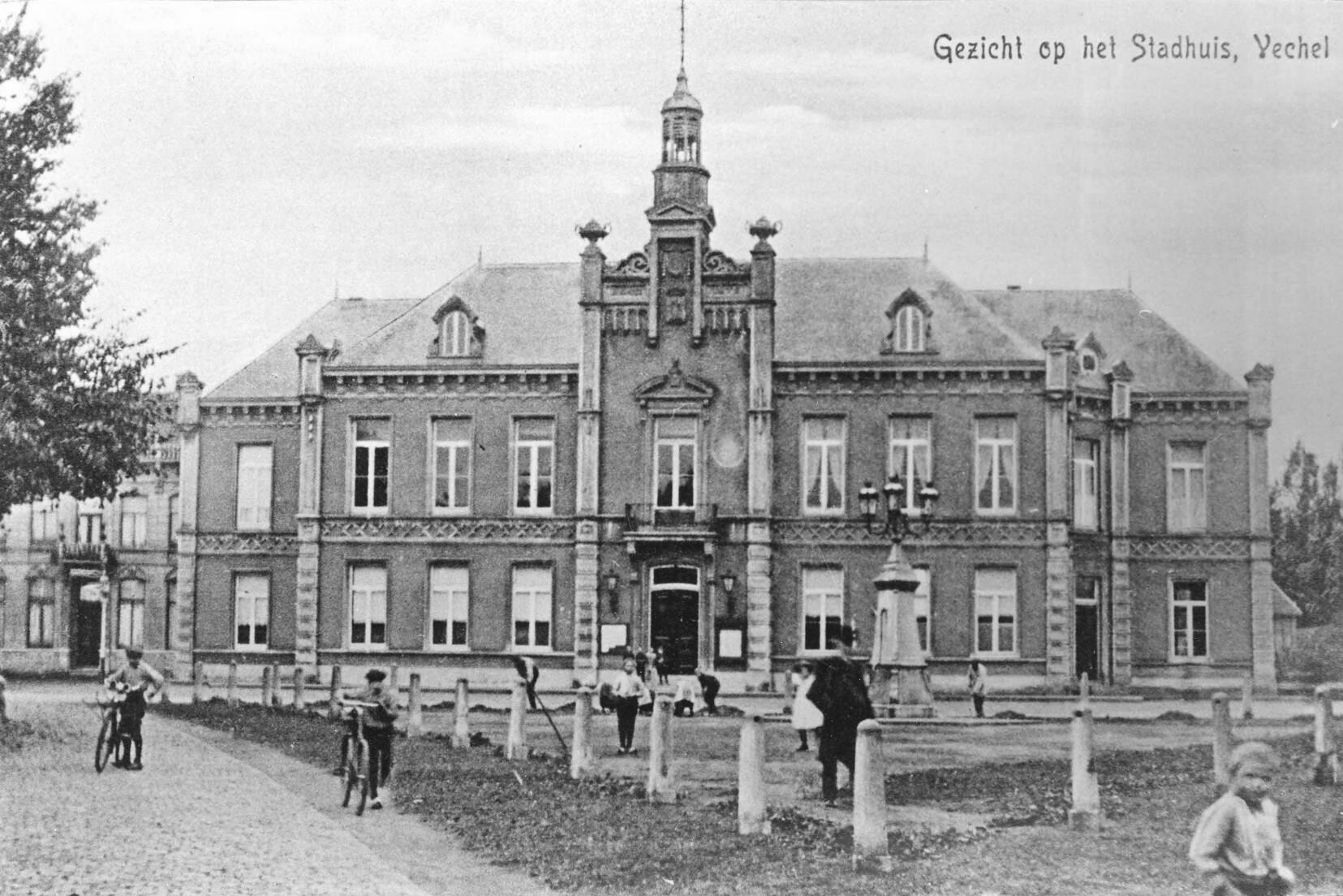
Stadhuis & kantongerecht aan de markt, midden jaren 20

 In 1795, wanneer de Fransen de Verenigde Provinciën binnenvallen, wordt Veghel volwaardig onderdeel van de Bataafse Republiek, en elf jaar later van het Koninkrijk Holland. In die periode wordt Veghel op de kaart aangegeven als zijnde een ville, en in 1809 doet Koning Lodewijk Napoleon Veghel dan ook aan tijdens zijn reis door Brabant. Als gevolg van de aanleg van de Zuid-Willemsvaart en de Haven van Veghel in 1825 ontwikkelde Veghel zich van agrarische vlek tot een vooraanstaand industriestadje in de Midden-Meierij. Zo krijgt Veghel in 1861 als een van de eerste plaatsen in Nederland een eigen gasfabriek, wordt er in 1865 een kamer van koophandel opgericht, en is het bijna een eeuw lang (1838-1934) een kanton van het arrondissement 's-Hertogenbosch. Het Kantongerecht Veghel was gevestigd in het raadhuis aan de markt.
In 1940 werd Veghel bezet door Duitse troepen. De Nederlandse genietroepen bliezen bij het oprukken van de Duitsers in de vroege ochtend van 10 mei de Aa-brug midden in het centrum op, waarbij enorme schade aan de huizen en gebouwen rond de Markt en de Hoogstraat ontstond. Met het begin van Operatie Market Garden in 1944, werd Veghel een van de landingsplaatsen voor de 101st Airborne Division vanwege zijn strategische ligging. Deze luchtlandingsdivisie had de belangrijke taak om de corridor naar Nijmegen, die pal door Veghel liep, veilig te stellen voor de doortocht van het Britse 30e Legerkorps. Zo moesten in Veghel de strategische bruggen over de Zuid-Willemsvaart en rivier de Aa veroverd worden. Ook lagen er twee spoorbruggen van de spoorlijn Boxtel - Wesel (Duits Lijntje).

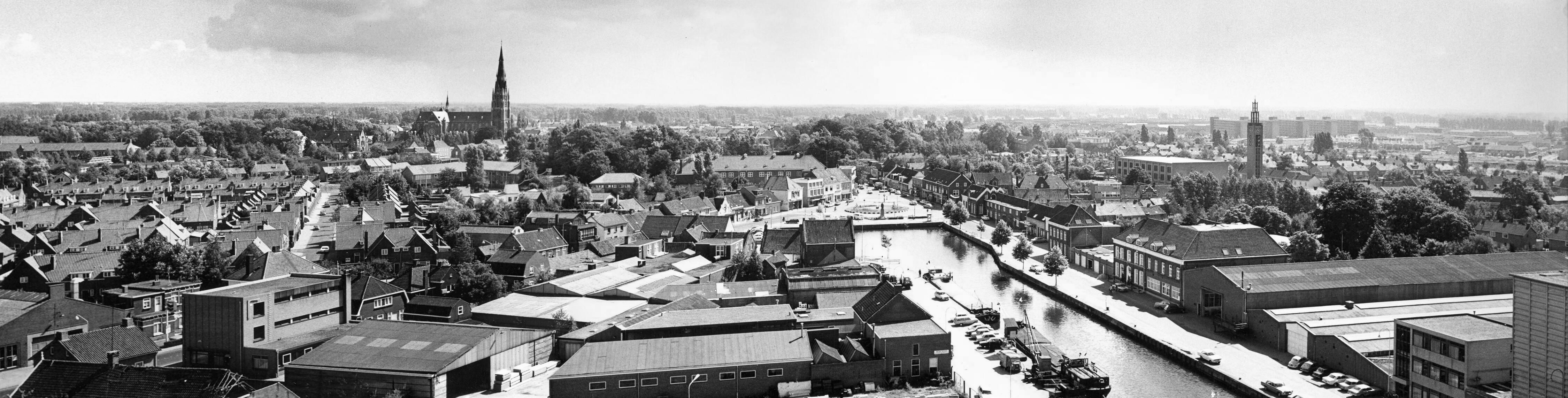
Zicht op de oude haven en het centrum van Veghel, omstreeks 1973

## Veghel als regionaal centrum

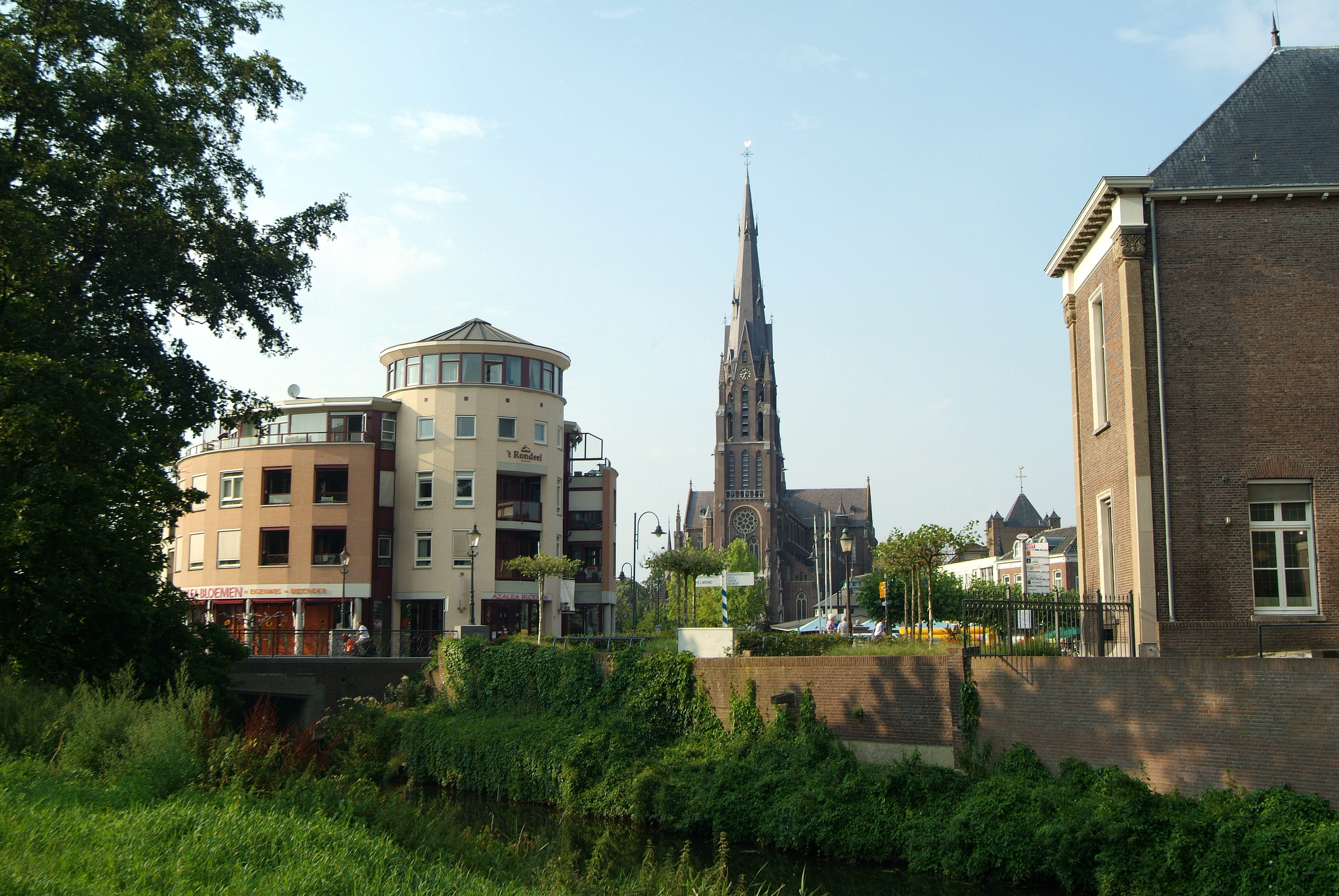
Rivier de Aa met de Sint-Lambertuskerk in de achtergrond

Veghel is met zijn ruim 31.000 inwoners de grootste woonplaats binnen de gemeente Meierijstad. De gelijknamige kern vormt daarbinnen de voornaamste met 26.766 inwoners. De andere drie tot Veghel behorende kernen zijn Eerde, Mariaheide en Zijtaart. Met zijn uitgebreide voorzieningenaanbod vervult Veghel eveneens een centrumfunctie voor de dichtbijgelegen kernen Erp, Keldonk en Boerdonk, en de buurgemeenten Bernheze, Schijndel, Sint-Oedenrode en Uden. Veghel heeft zich in de loop der tijd ontwikkeld tot een groot werkgelegenheidscentrum in Noordoost-Brabant en dan met name binnen de Midden-Meierij. De provincie Noord-Brabant beschouwt Veghel in haar visie als een regionaal centrum voor werkgelegenheid, dienstverlening en voorzieningen. Door de provincie was de gemeente ingedeeld in de stedelijke regio Uden-Veghel.

### Veghel-Centrum
De bestedingen op het gebied van winkelen in Veghel-Centrum zijn – vergeleken binnen de stedelijke regio Uden-Veghel – redelijk lokaal van aard; meer dan de helft van de bestedingen in de detailhandel wordt gedaan door inwoners van Erp en Veghel (63%), en ruim een derde door mensen van buiten de gemeente (37%). Dit betreft voornamelijk publiek uit de gemeenten in de directe omgevingen, waaronder Bernheze (10 procent), Uden (7 procent), Gemert-Bakel (2 procent), Sint-Oedenrode (2 procent) en Boekel (2 procent). Daarmee kan Veghel op het gebied van winkelen beschouwd worden als kleiner regionaal centrum. Met name Eindhoven heeft in de regio ten zuiden van Veghel een sterke aantrekkingskracht op de consument. Toch heeft Veghel qua plaatsen met een vergelijkbare omvang een zeer uitgebreid winkelaanbod: “...feit is dat Veghel een zeer ruim detailhandelsaanbod heeft, ruimschoots boven het landelijke gemiddelde. Vooral uitzendbureaus, zakelijke dienstverlening en kleding- en schoenenzaken zijn zeer goed vertegenwoordigd.” In tegenstelling tot naburige winkelcentra kent Veghel een groot aantal kleine ondernemers. Qua karakter zou het Veghelse centrum vergeleken kunnen worden met dat van Boxtel. Kenmerkend voor het Veghelse centrum zijn echter vooral de supermarkten die aan alle zijden rond het winkelgebied liggen met ruime parkeerterreinen en die een aantrekkelijke combinatie bieden van winkelen en boodschappen doen op korte afstand.
De laatste jaren is er sprake van een flinke groei van het aantal horecavoorzieningen. Ondanks deze groei ligt het horeca-aanbod nog steeds iets onder het provinciale en landelijke gemiddelde. Concentraties van horeca zijn met name te vinden aan de Markt, de Molenstraat en rond de Oude Haven. Het zuidelijke deel van het centrum huisvest het Theater de Blauwe Kei, dat tevens als cultureel centrum dienstdoet. Theater de Blauwe Kei kent de afgelopen jaren groeiende aantallen bezoekers die vooral uit de regio Veghel/Erp – Sint-Oedenrode – Son en Breugel en Heeswijk-Dinther komen.
In het nieuwe Masterplan voor het Veghelse Centrum is gekozen voor het ontwikkelen van een haltermodel, met elkaar versterkende centra. Daarbij zal het oude centrumgebied rond de Hoofdstraat verbonden worden met het Havengebied. Aldaar, op de plaats waar ooit de grootste mengvoederfabriek van Europa stond, vindt sinds april 2013 onder de naam CHV Noordkade een nieuwe ontwikkeling plaats, waarbij organisaties en bedrijven op het gebied van kunst&cultuur, food & commercie en horeca & vrijetijd elkaar versterken. De nieuwbouw van Theater de Blauwe Kei op CHV Noordkade is gepland voor 1 januari 2017.

Marktplein door de jaren heen
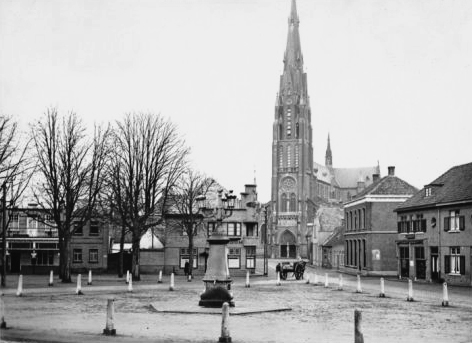
ca. 1910
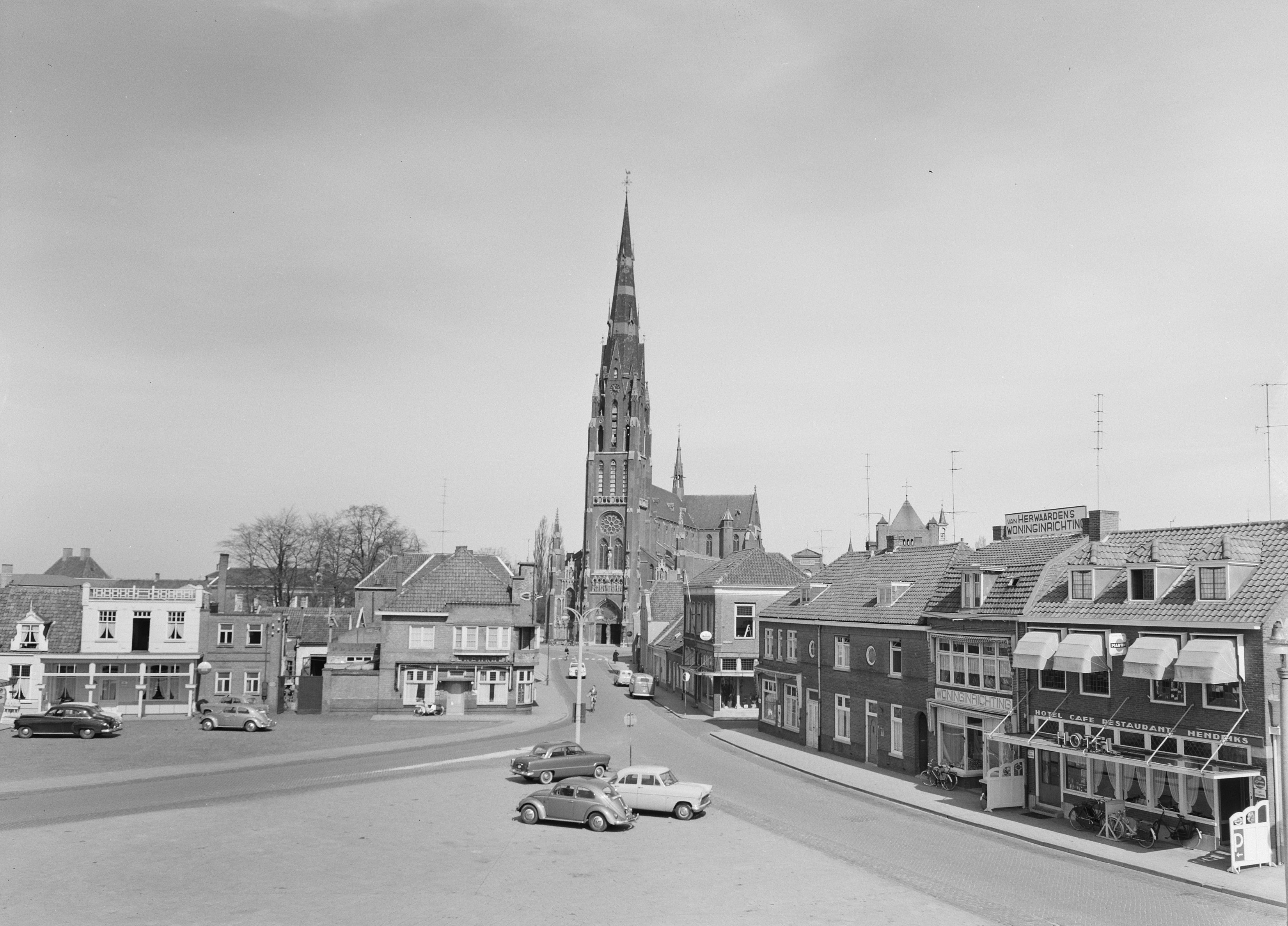
ca. 1955
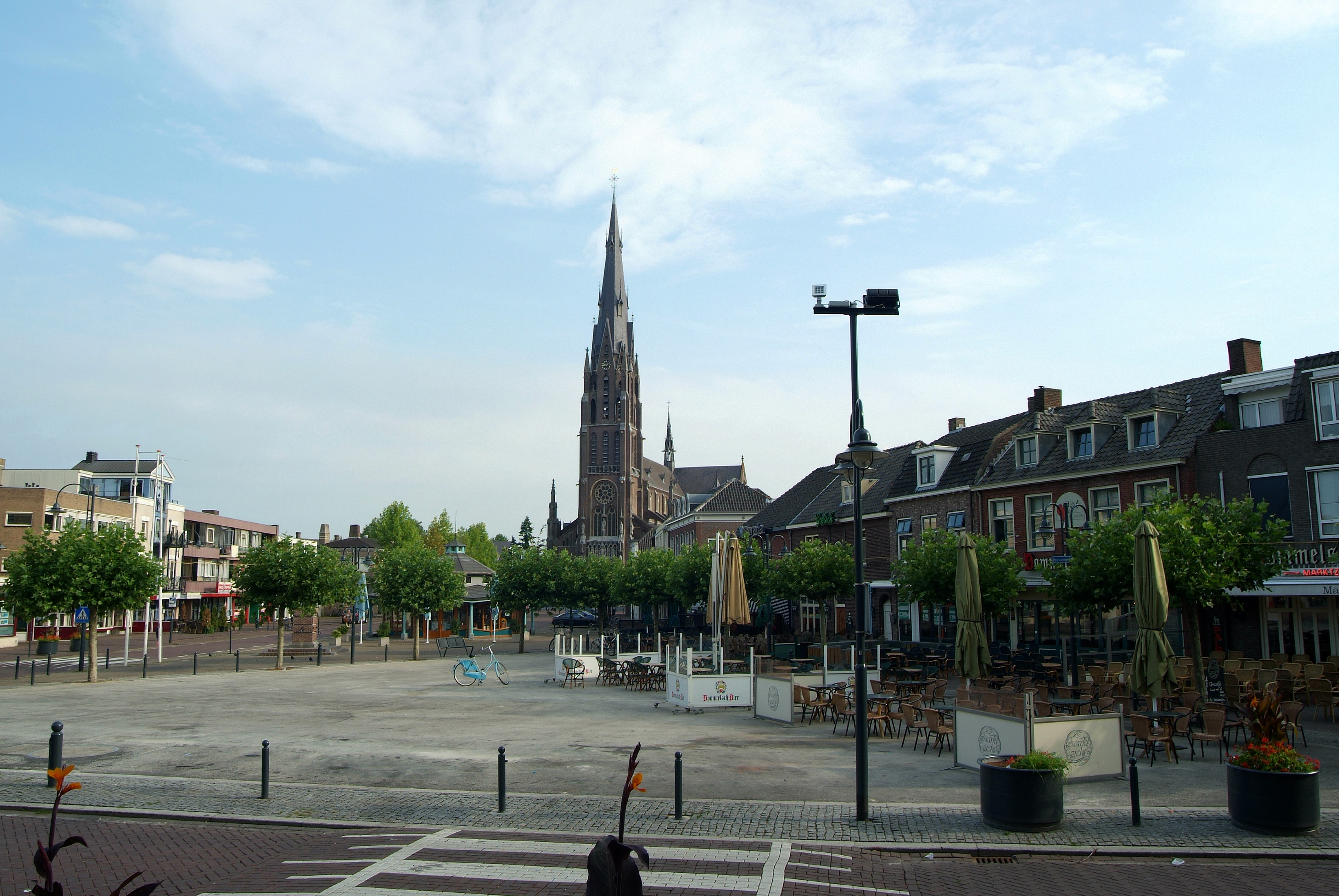
30 juli 2010

### Evenementen en festivals
Veghel heeft een sterke positie verworven in de regionale evenementenmarkt. Enkele karakteristieke evenementen en festivals die grote groepen bezoekers naar Veghel doen trekken zijn:
Fabriek Magnifique
- Fabriek Magnifique, voorheen Slokdarmfestival, wordt elke twee jaar aan het begin van de zomervakantie georganiseerd. Dit drie dagen durend festijn trekt tienduizenden bezoekers uit de hele regio. Op verschillende festivalterreinen in het oude centrum wordt dit culturele festival vormgegeven met kunst, straattheater, openluchtfilm, vele soorten bands en muziek, literatuur en culinaire verwennerij. Het festival met meer dan duizend deelnemers wordt omstreeks 2012 door de provincie Noord-Brabant tot de belangrijkste provinciale festivals gerekend.

Veghel Nightlive

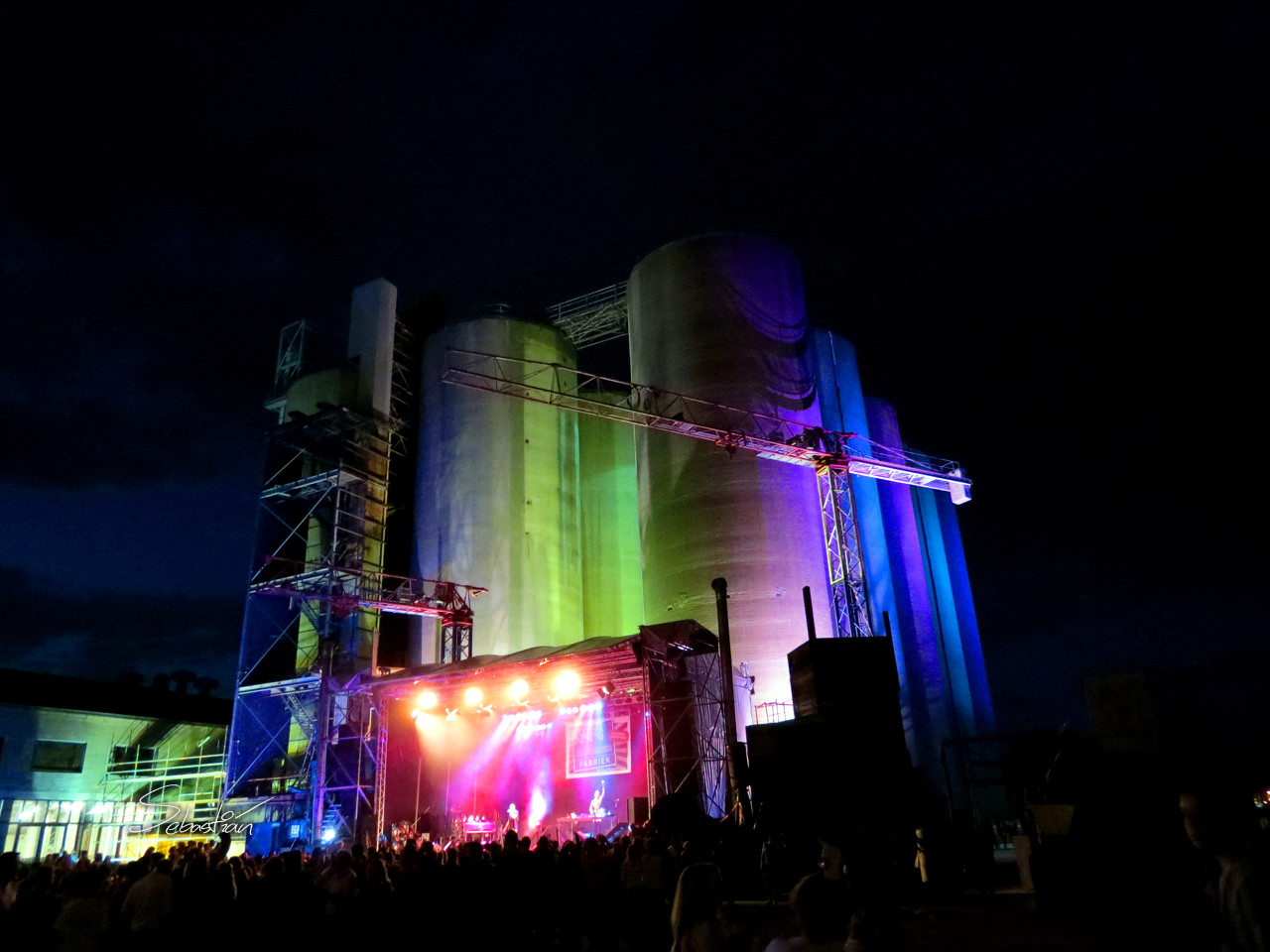
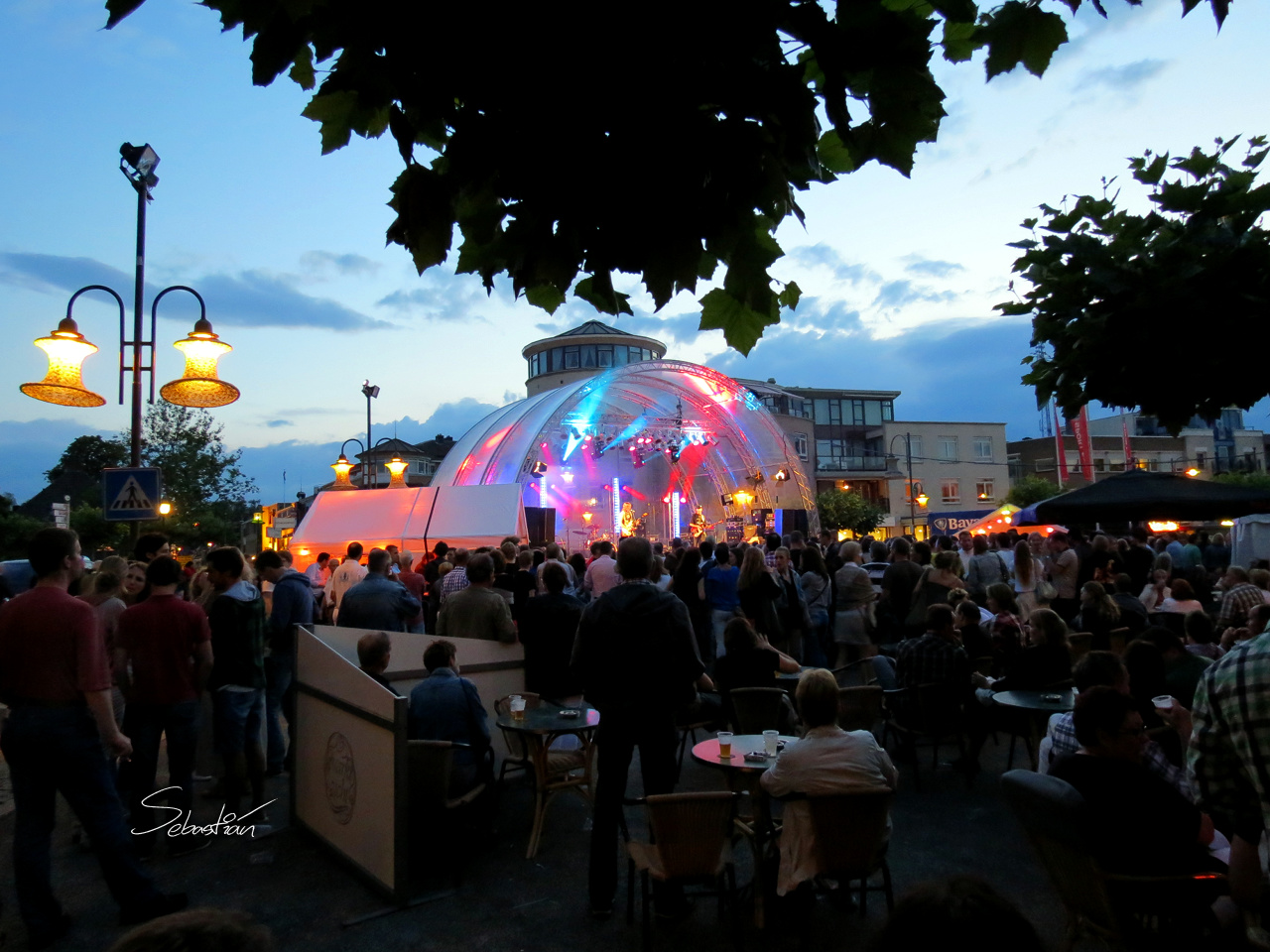
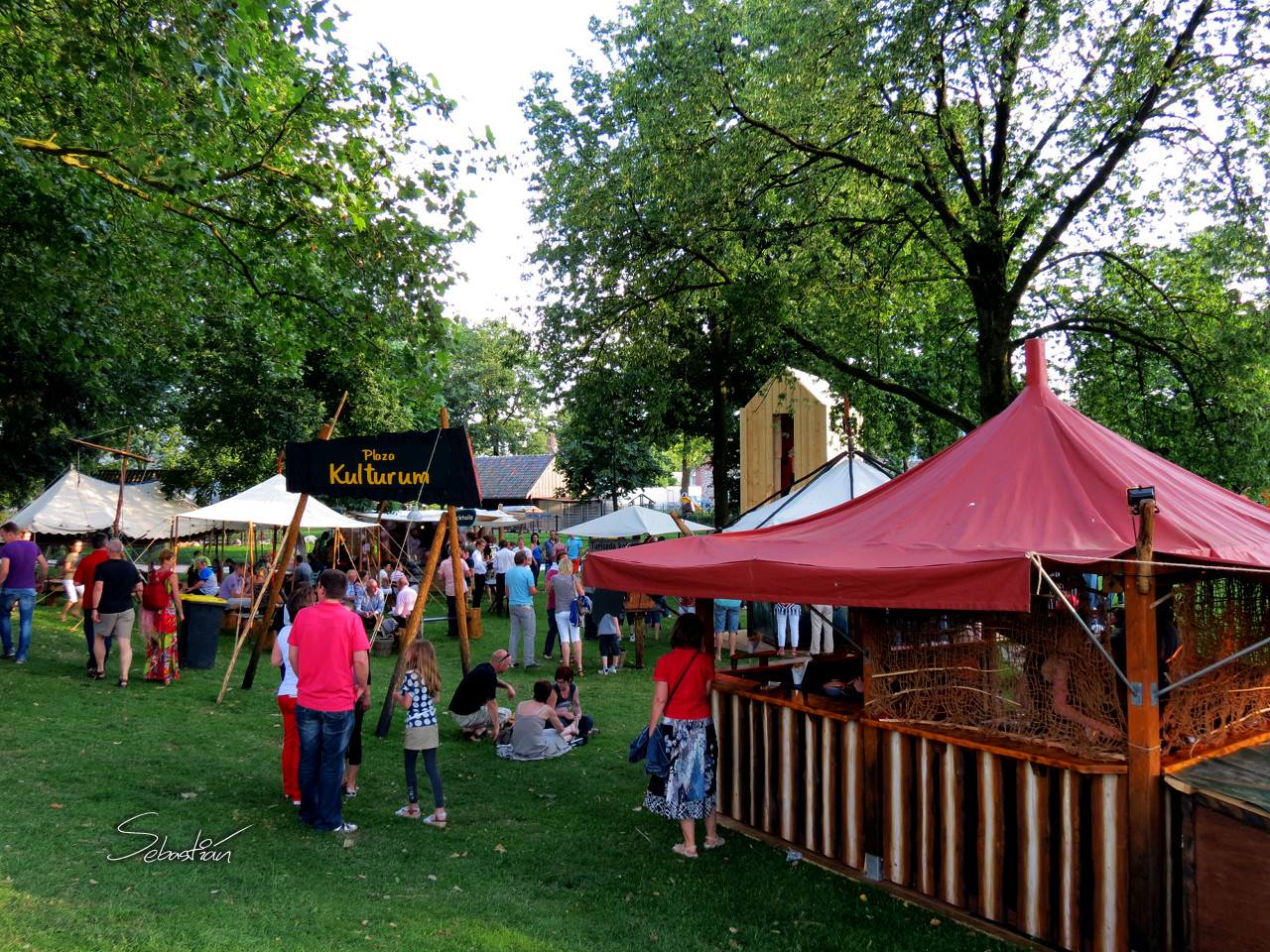

- Veghel Nightlive was een tweejaarlijks terugkerend evenement op het Stadhuisplein, waarbij lokale en nationale artiesten een muzikaal avondprogramma verzorgen. In 2009 werd het evenement gecombineerd met Veghel4Warchild. Haar laatste editie vond plaats in 2013.

Carnaval in Kuussegat
- In februari viert men in Veghel het traditionele carnaval, waarbij Veghel verandert in het 'Kuussegat'. En hoewel in grote delen van Brabant en Limburg 'kuus(j)' een ander woord voor varken is, is het symbool van de Veghelse carnaval een kalf omdat Veghel in de 19e en begin 20e eeuw bekend was vanwege de kalvermarkt die plaatsvond op de driehoek van de markt. Geleidelijk is de Veghelse Tonproaters Akkademie een begrip geworden en vormt dit spektakel een opstap voor aanstormend Tonproaters-talent. Een hoogtepunt van de carnavalsweek is het jaarlijkse Vudel feest, een samenwerkingsverband tussen jongeren uit Veghel en Uden.

Kingsday Veghel
- Op Koningsdag wordt het jaarlijks terugkerende evenement Kingsday Veghel georganiseerd (tot 2014 Queensday Veghel) in het Julianapark georganiseerd door 'Stichting Veghel Invites' in samenwerking met carnavalsvereniging De Skoefels. De dag voor Koninginnedag staat in het teken van Nederlandstalige muziek en op Koninginnedag wordt er voornamelijk dance ten gehore gebracht. In 2013 trok het evenement in twee dagen ongeveer 8000 bezoekers. Onder meer artiesten als Don Diablo, Vato Gonzalez, Paul Elstak, Mental Theo, Darkraver, Dune en D-Block & S-te-Fan traden er op.

Akkema-Hoi Hockeytoernooi
- Ieder jaar wordt op eerste pinksterdag het Akkema-Hoi Hockeytoernooi georganiseerd (ook wel bekend als het NoNo-toernooi), door de Veghelse hockeyclub Geel-Zwart

Korenmarkt Veghel
- Elke eerste zondag in juni vormt de Veghelse Markt het decor voor de Korenmarkt, een evenementen waarbij koren uit vele genres, van amateur tot professioneel, het publiek vermaken. Traditioneel wordt dit evenement afgesloten met een Karaoke-night, waarbij het publiek zelf achter de microfoons kruipt.

Veghel Vaderdag Vlooienmarkt
- Elk jaar, op Vaderdag (derde zondag in juni), wordt er de traditionele Veghelse Vaderdag Vlooienmarkt gehouden. Dit wordt georganiseerd door de Veghelse carnavalsvereniging de Kuussegatters in samenwerking met het Sint Barbara gilde.

Jazz in Foodtown
- Stichting Jazz Veghel en Stichting Jazz in Foodtown hebben Veghel als jazz-plaats op de kaart gezet. Gedurende het hele jaar worden er in Veghel jazz-activiteiten georganiseerd, waarbij Jazz in Foodtown (elke eerste zondag van september) en Jazz in Kerk en Kroeg tot de populairste evenementen behoren.

Kermis Veghel
- In september wordt in Veghel-Centrum de jaarlijkse kermis gehouden, die tot een van de grotere kermissen van de regio behoort. De kermisattracties staan verspreid over het winkelcentrum opgesteld, waarbij het zwaartepunt ligt langs de route Stadhuisplein-Meijerijplein—Markt. Tot en met 2014 werd er jaarlijks in maart, midden in het winkelcentrum, een kinderkermis georganiseerd, waarbij traditionele en kleinere attracties stonden opgesteld langs de route Meijerijplein-Molenwiekenplein-Markt.

Sint in Veghel
- Elke november vindt in Veghel de grootste Sinterklaas-intocht van de regio plaats, waarbij jaarlijks tienduizenden bezoekers Veghel aandoen. Een week na de landelijk intocht is er in Veghel een Pietendag in het centrum van Veghel, de slaapkamer van Piet elk jaar vanaf de intocht tot en met 5 december en het Centraal Pieten Buro in het oude raadhuis. In deze regio worden rond Sinterklaas de van oorsprong Veghelse krollen gegeten.

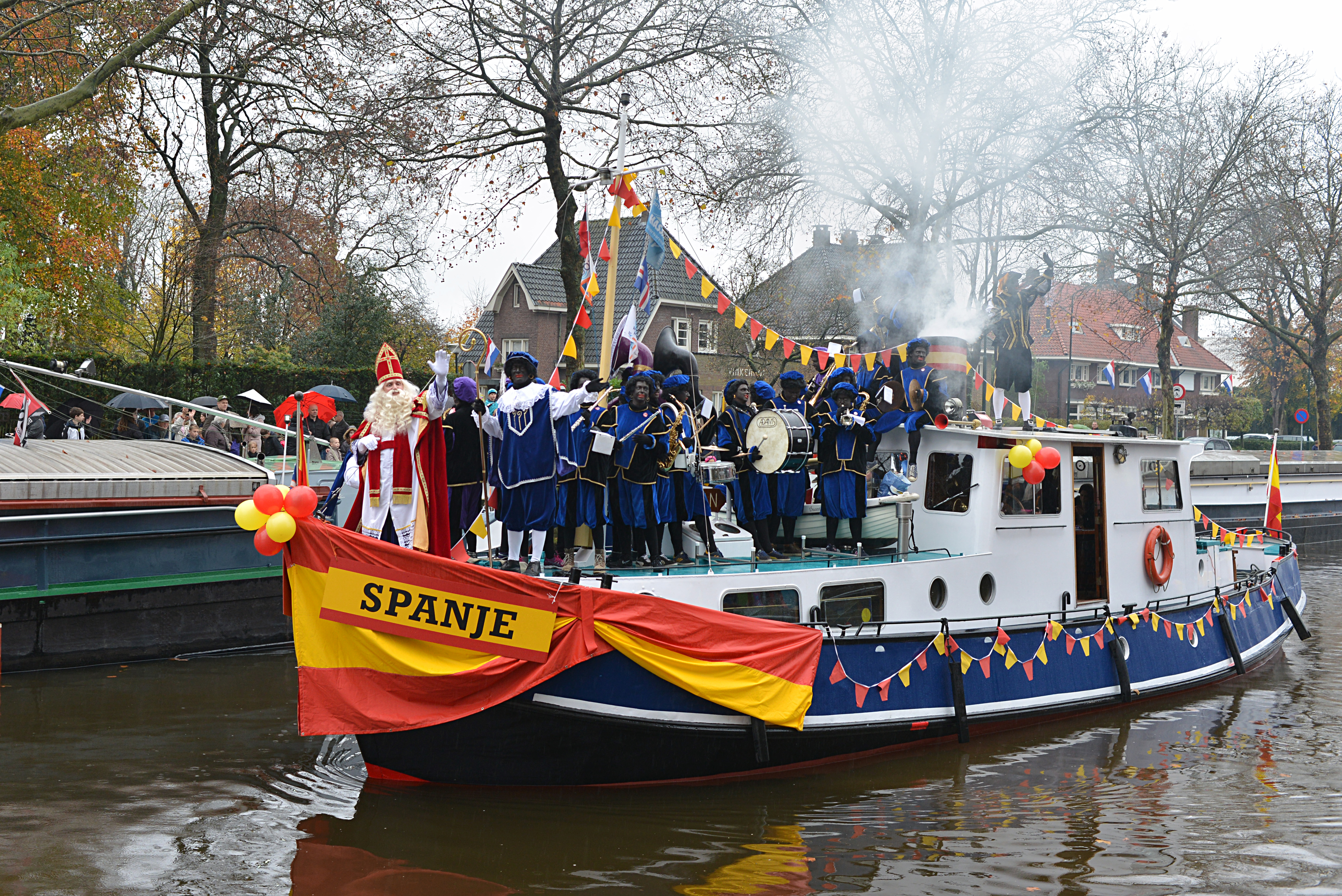
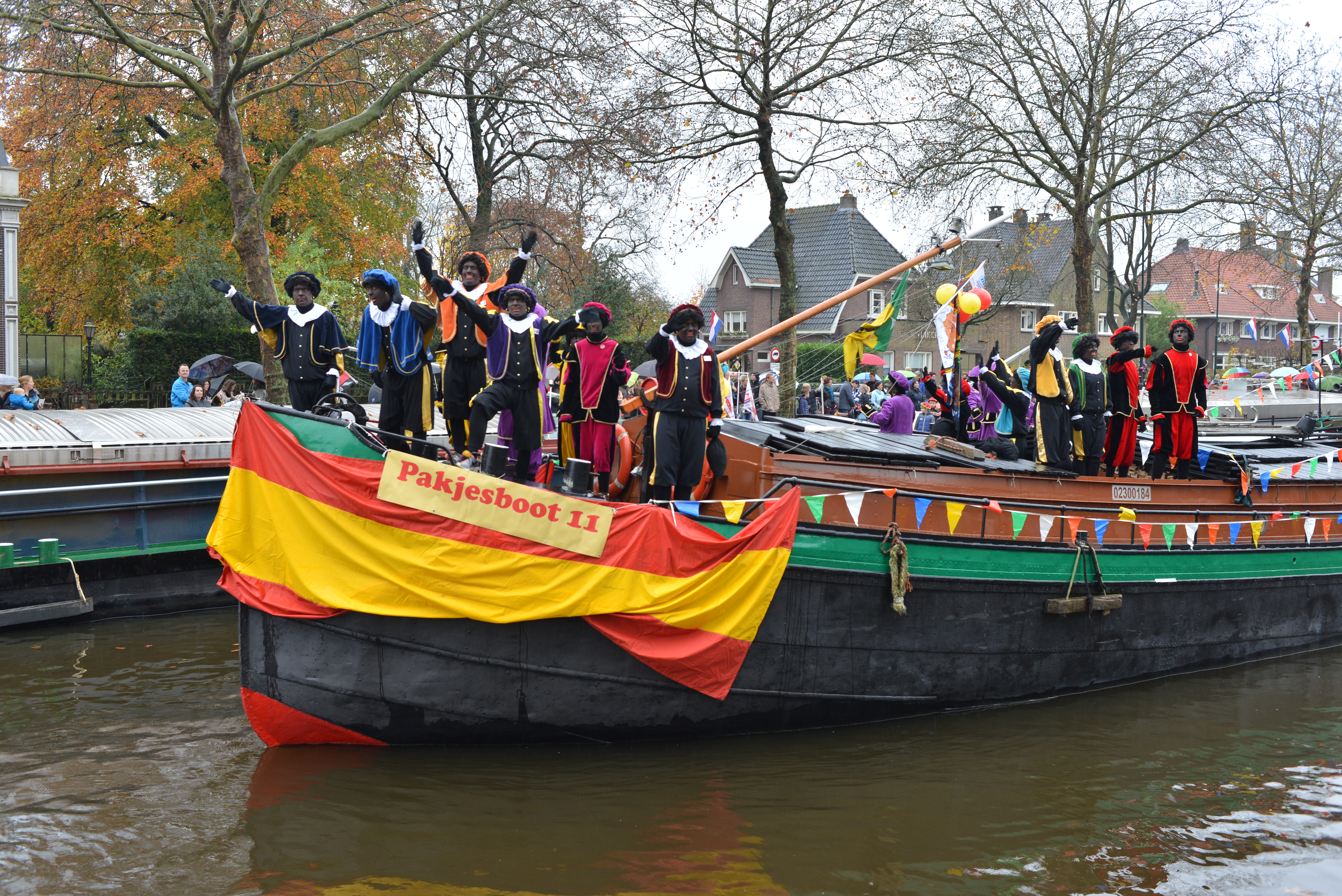
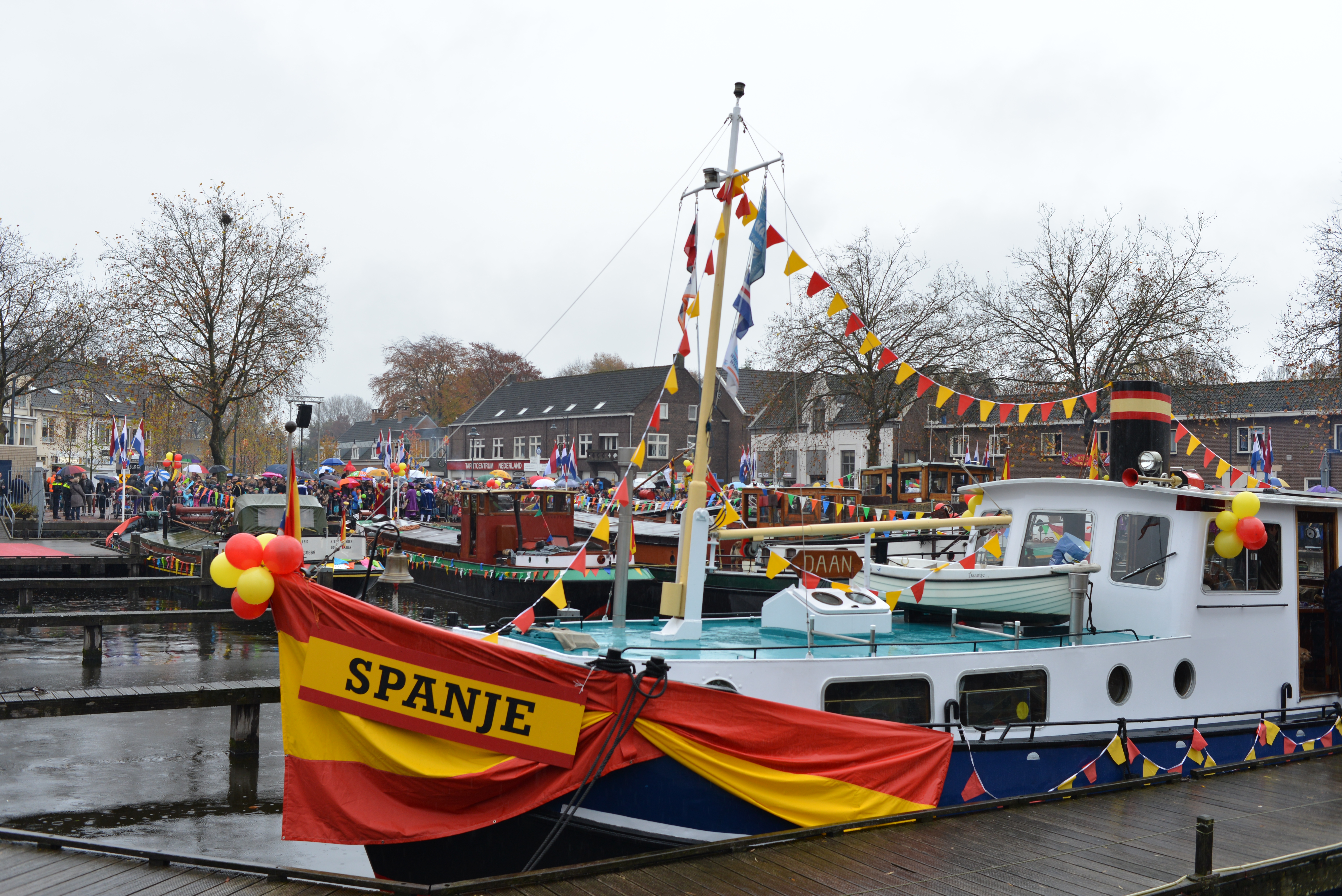

### Kunst en cultuur
In vergelijking met omliggende plaatsen kent Veghel een vrij uitgebreid kunst- en cultuuraanbod, dat in verschillende opzichten geclusterd is om belangstellenden zo goed mogelijk van dienst te zijn:
CultuurHavenVeghel
- Veghel beschikt over het cultuurcluster CultuurHavenVeghel, dat een bovenregionale aantrekkingskracht heeft en een belangrijke verzorger is van het culturele aanbod in de regio. Het cultuurcluster is ontwikkeld door een private partij, maar krijgt gezien haar bovenregionale functie en haar herbestemming van cultureel erfgoed ook steun van de Provincie Noord-Brabant.[19] In de CultuurHavenVeghel zijn een aantal instellingen (onder andere evenementenhal, bioscoop, museum, ateliers) ondergebracht. Belangrijke instellingen binnen dit cultuurcluster zijn Phoenix Cultuur en SIEMei.

Phoenix Cultuur (voorheen MiK) (Meijerijse Instellingen voor Kunsteducatie)
- Stichting Phoenix Cultuur, ofwel Meijerijse Instellingen voor de Kunsteducatie is in 2005 ontstaan uit de fusie tussen Stichting Regionaal Centrum voor de Kunsten (Boxtel) en Stichting Centrum voor Kunsteducatie De Meijerij (Sint Oedenrode). Daaronder valt ook de Veghelse Muziekschool. Phoenix Cultuur is werkzaam in de gemeenten Bernheze, Boxtel, Haaren, Meierijstad, Sint-Michielsgestel en Vught.

SIEMei (Stichting Industrieel Erfgoed Meierij)
- Dit museum is gevestigd aan de Noordkade op de voormalige CHV-terreinen. Met authentieke voorwerpen brengt het museum de industriële geschiedenis van de Meierij in beeld.

Cultureel Centrum de Blauwe Kei
- Dit moderne en intieme theater werd opgericht in 1967 en dankt zijn naam aan een in Veghel befaamde blauwe zwerfkei, die vroeger op de hoek van de Hoofdstraat gelegen was en tot een bekende Veghelse uitspraak leidde:

Op d'n hoek bé Toontje Scheij ligt 'ne groten blauwe kei en maokt d'n tram 'ne scherpen drei.
Aanvankelijk was de Blauwe Kei een gemeenschapshuis, dat met verbouwingen in 1976 en 1997 uitgroeide tot een volwaardig theater. In dit cultureel centrum vinden tal van evenementen plaats, komen verenigingen bijeen en is het plaatselijk filmhuis gevestigd.
UITpunt Veghel
- Het UITpunt is gevestigd aan de Markt te Veghel en vormt samen met de Openbare bibliotheek een ruimte waar kunst- en cultuur samenkomen. Het UITpunt, een provinciaal concept, dient als informatiebalie voor kunst, cultuur en uitgaan in Veghel en omstreken. Ook de VVV is onderdeel van het informatiecentrum. In het informatiecentrum is eveneens PLEIN 23 te vinden, een samenwerking tussen Pieter Brueghel (Beeldend en Theater), Phoenix Cultuur(Muziek, Theater en Dans) en Bibliotheek Veghel (Literatuur). PLEIN 23 fungeert als marktplaats voor het samenbrengen van vraag en aanbod op kunst- en cultuurgebied binnen het plaatselijke onderwijs.

Het Brabants Historisch Informatie Centrum (BHIC), vestiging Veghel maakt onder de noemer ThuisPunt deel uit van het UITpunt. Deze vestiging is een afgeslankte vorm van het voormalig Streekarchief Brabant-Noordoost, waar het historisch geheugen van de regio Veghel, Uden, Boekel, Landerd en Sint-Oedenrode werd bewaard. Vanuit fusie met overige archieven in Brabant is het Brabants Historisch Informatie Centrum ontstaan. In 2008 zijn de archivaria uit Veghel overgebracht naar 's-Hertogenbosch. Het ThuisPunt richt zich met name op alle facetten van de Veghelse historie.
Instituut Pieter Brueghel
- Het instituut, gevestigd in een oude boerderij aan het Middegaal, is eveneens in Sint-Oedenrode gevestigd. Het instituut is sinds circa 1980 een kunstencentrum, waarbij alle vormen van kunst- en vormgeving door middel van cursussen, workshops en tentoonstellingen aan bod komen.

### (Regionale) Zorginstellingen
Sinds jaar en dag is Veghel een regionaal zorgcentrum. Deze ontwikkeling heeft Veghel te danken aan de Zusters Franciscanessen die de regionale zorg een immense groei-impuls gaven.
Ziekenhuis Bernhoven
- 2013 vertrok het ziekenhuis Bernhoven uit Veghel. Bernhoven is ontstaan uit de fusie van het Sint-Anna ziekenhuis te Oss en het Sint-Joseph ziekenhuis (gesticht in 1900) te Veghel. In 2006 werd het besluit genomen tot de toekomstige oprichting van een nieuw ziekenhuis voor de Regio Oss-Veghel-Uden in Uden. Met pijn in het hart zal Veghel afscheid nemen van "zijn Sint-Joseph", een regionaal ziekenhuis dat meer dan 100 jaar de zorg voor de medemens heeft geboden. In Veghel wordt in 2015 een zorgpunt gerealiseerd.

Stichting Welstaete
- Deze stichting heeft acht zorgcentra in Veghel, Uden, Volkel, Zeeland, Sint-Oedenrode, Boekel en Erp. In Veghel is Verpleegcentrum De Watersteeg aan de Reigerdonk de belangrijkste vestiging. De instelling werd in 1979 geopend en was jarenlang een van de belangrijkste verpleegcentra van de regio. Een dependance van De Watersteeg is sinds de jaren 90 in Uden gevestigd. Overige zorginstellingen van de Stichting Welstaete te Veghel zijn Aatrium en Sint Joachim en Anna.

Herstellingsoord Zorghotel Veghel
- Zorghotel Veghel is een particuliere zorginstelling waar gasten voor een kort verblijf een kamer boeken en daarbij hoogwaardige zorg kunnen inkopen. Het is gevestigd in het gebouw van het voormalig Oranjehotel. Het Zorghotel Veghel is momenteel de enige instelling in de regio die verpleegkundig tijdelijk verblijf kan bieden met een aantal faciliteiten.

### (Regionale) Onderwijsinstellingen
Veghel is in alle opzichten een regionaal onderwijscentrum. De plaats herbergt instellingen voor basis-, voortgezet en beroepsonderwijs. De regionale onderwijsfunctie van Veghel wordt in de toekomst versterkt wegens het vertrek van het ziekenhuis Bernhoven.
SKIPOV (Stichting Katholiek en Interconfessioneel Primair Onderwijs Veghel)
- SKIPOV is de overkoepelende organisatie voor het R.K. basisonderwijs in de gemeente. In Veghel behoren de reguliere basisscholen De Ark, De Bunders, Bernadette, De Pionier, De Vijfmaster en 't Ven tot de stichting. SBO De Wissel (speciaal basisonderwijs) is als speciaal onderwijs aangesloten binnen SKIPOV.

OOG (Stichting Openbaar Onderwijs Groep)
- Tot OOG worden de basisscholen De Uilenbrink, De Ieme, De Tuimelaar en Het Anker gerekend.

VOV (Voortgezet Onderwijs Veghel)
- Overkoepelende organisatie voor voortgezet onderwijs in de gemeente. Aangesloten zijn het Zwijsen College Veghel (HAVO en VWO) en Fioretti College (VMBO-T en VMBO-praktijkonderwijs)

VSO (Voortgezet Speciaal Onderwijs)
- Wordt verzorgd door de Franciscusschool (speciaal en voortgezet speciaal onderwijs)

MBO (Middelbaar Beroepsonderwijs) en HBO (Hoger Beroepsonderwijs)
- Veghel herbergt de vestigingen van ROC de Leijgraaf (mbo) en Fontys PABO Eindhoven/Veghel (hbo). ROC de Leijgraaf is sinds 2023 onderdeel van het Koning Willem 1 College uit 's-Hertogenbosch.

Volksuniversiteit Veghel en omstreken
- Deze instelling is sinds 2008 in Veghel gevestigd en biedt een groot aantal cursussen, lezingen en workshops voor cursisten uit overwegend de regio Uden-Veghel.

### Verenigingen

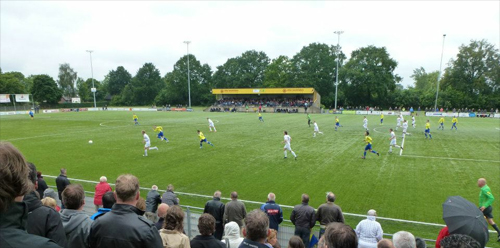
Eerste elftal van Blauw Geel '38 in actie op het Prins Willem Alexander Sportpark

Net als overige plaatsen in Noord-Brabant kent Veghel een rijk verenigingsleven. Onder die verenigingen bevinden zich oude volksgewoonten, zoals het typisch Brabantse Sint-Barbaragilde of de harmonie Frisselstein. Onder de bevolking kenmerkt zich de sterke verenigingsband onder andere in de Bloemenwijk, waar jaarlijks dé Veghelse carnavalswagens gemaakt worden.
Verder kent Veghel een groot aantal sportclubs, zoals basketbalvereniging Attacus, Hockeyclub Geel-Zwart, voetbalvereniging Blauw Geel '38, onderwatersportvereniging Onderwatersport Veghel, zwemvereniging VZ&PC Nautilus en volleybalvereniging SKUNK, tafeltennisclub TTCV.
Budosportvereniging "De Wa-Kwai" (judo, jiujitsu en aikido).

### Sportfaciliteiten
De meeste sportfaciliteiten in Veghel zijn gecentreerd op het 'Prins Willem Alexander Sportpark'. Hier zijn de voetbalvelden gelegen van Blauw Geel '38, de hockeyvelden van Geel-Zwart, de tennis- en padelbanen van T.V. Frisselstein, het gildeterrein van de Sint-Barbaragilde, het tafeltenniscentrum van TTCV, de sporthal van het Zwijsen College, waar de basketbalvereniging Attacus speelt, de dojo van Budosportvereniging "De Wa-Kwai" en een 50 meter openluchtzwembad. 

#### Openluchtzwembad
Het openluchtzwembad dateert uit 1968 en is anno 2025 nog een van de weinige 50 meter buitenbaden in Nederland en een van de twee laatste in de provincie Noord-Brabant, naast het buitenbad 'Het Run' in Drunen. Het is een traditioneel gebouwd openluchtbad met een peuterbadje, een aflopend ondiep bassin en een 8-baans onverwarmd 50 meter bad met een duiktoren en glijbaan. Het terrein beschikt daarnaast over een klein omheind speeltuintje en een grote ligweide. Het zwembad en de gebouwen hebben sinds 1968 nauwelijks moderniseringsslagen ondergaan, alleen de glijbaan en het speeltuintje stammen uit een latere periode. 
De eerste plannen voor de bouw van het openluchtzwembad dateerden uit 1958, de periode van de wederopbouw. Het toenmalige openluchtzwembad aan de Leest dat dateerde uit 1936 werd gevoed met kanaalwater uit de Zuid-Willemsvaart en was berucht om haar 'moeraslucht' en zeer slechte waterkwaliteit. Het oude bad kon volgens de Nederlandsche Heidemaatschappij onmogelijk worden aangepast, waarne het gemeentebestuur instemde met de bouw van een nieuw openluchtzwembad in het aan te leggen sportpark aan het Middegaal (thans Prins Willem Alexander Sportpark genaamd). Op 15 mei 1969, Hemelvaarstdag werd het bad officieel geopend. In 1975 trok het zwembad nog 70.000 bezoekers, waar in 1990 het aantal bezoekers terugliep tot 30.000. Dit kwam hoofdzakelijk doordat het wedstrijdzwemmen, waterpolo en schoolzwemmen werden verplaatst naar het nieuw binnenbad De Beemd.
| Jaar  | Exploitatie | Investeringen |
| ----- | ----------- | ------------- |
| 2026  | € 125.640   | € 160.000     |
| 2025  | € 125.640   | € 160.000     |
| 2024  | € 120.000   | € 350.000     |
| 2023  | € 120.000   | € 350.000     |
| >2022 | € 40.000    |               |

Met de teruglopende bezoekersaantallen en exploitatietekorten werd nagedacht over privatisering. De grond en opstallen van het openluchtbad heeft de voormalige gemeente Veghel in 1992 erfpacht uitgeven aan de commerciële exploitant Veghel Recreatie B.V. (het latere Laco) en zou later verkocht worden aan 'Laco Veghel BV' voor € 372.000. Laco exploiteert en beheerd het (verouderde) openluchtzwembad en is voor de exploitatie afhankelijk van jaarlijkse subsidie vanuit de gemeente Meijerstad. Het zwembad is geopend van mei t/m augustus van 10.00 - 18.00 uur, maar wordt bij slecht weer gesloten om 12.00 uur. In 2024 trok het zwembad afgerond 14.000 bezoekers, waar het zwembad in nog 2022 nog 20.684 bezoekers trok (met een piek van 721 bezoeken op één zomerse weekenddag) en in 2019 nog 22.294 bezoekers. In 2021 gaf exploitant Laco aan het openluchtzwembad niet open te kunnen houden zonder extra geld van de gemeente Meierijstad. De gemeente heeft hierop adviesbureau Treem BV de opdracht gegeven om de huidige exploitatie te onderzoeken en de toekomstscenario's voor het buitenbad uit te werken. Zij kwamen in een notitie eind 2022 tot de conclusie dat de exploitatie niet uit kan met 20.000 bezoekers per jaar. Op 2 maart 2023 heeft de gemeenteraad via een motie uitgesproken het openluchtzwembad voor 2023 en 2024 open te houden en op 31 oktober 2024 heeft de raad een amendement aangenomen om het zwembad in 2025 en 2026 open te houden. In februari 2025 maakte het college bekend geen geld meer te willen steken in vernieuwing en dat het buitenbad na 2026 zou sluiten. In mei 2025 werd er echter een amendement aangenomen in de gemeenteraad die het college oproept om uiterlijk 31 oktober 2025 te kiezen uit twee scenario's voor een grondige renovatie: 1) behoud voor 40 jaar; 2) behoud voor 10 jaar, met een prijskaartje van 1,1 miljoen.

## Economische ontwikkelingen

### Marktfunctie
Veghel heeft van oudsher als passantendorp een marktfunctie gehad. In de zestiende en zeventiende eeuw kende Veghel een bloeiende hopteelt. Deze hop werd veelal uitgevoerd naar Duitse gebieden als Gulik en Kleef. Aan de huidige Hoofdstraat stond toen ook het huis Den Hopwaag, waar de Veghelse hop gewogen werd. In 1730 werd de hopwaag vervangen door een boterwaag. In die periode had Veghel geen grote jaarmarkten en voerde meerdere Veghelaren hun waren uit naar de markten van Sint-Oedenrode, Eindhoven en Helmond. Begin 19e eeuw kende Veghel een viertal jaarmarkten en een wekelijkse uitgebreide markt, waar volgens Van der Aa voornamelijk turf, rogge, haver, boter, boekweit, lijnzaad en vlas werd verhandeld. Met name de Veghelse vlasteelt nam begin 19e eeuw een grote vlucht. In vrijwel elk gezin werd er vlas geteeld, waarvan men in Nuenen en Gemert linnen liet weven dat op de Bossche Sint-Jansmarkt werd verhandeld. Daarnaast was Veghel het Oost-Brabants marktcentrum voor de handel in gemeste kalveren, waaraan de plaats tot heden ten dage de benaming Kuussegat te danken heeft.

### Uitbreiding als handelscentrum

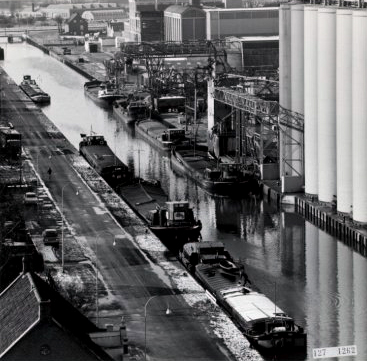
Havengezicht ca. 1960

Een eerste economische groei van Veghel vindt plaats bij de totstandkoming van de Zuid-Willemsvaart tussen 1822 en 1826. Met de aanleg van dit kanaal werd tevens een haven aangelegd, die tot in de kom van Veghel reikt. De oude zwaaikom van deze haven doet tegenwoordig functie als passantenhaven.
Door de waterontsluiting, gecombineerd met een tram- en spoorverbinding werd de haven al vanaf het midden van de 19e eeuw een aantrekkelijke vestigingsplaats voor bedrijven. Van der Aa beschrijft in 1846 het gebied rond de haven dan ook als "een levendige buurt" vanwege de vestiging van winkels, pakhuizen en herbergen. Vooral na 1860 gaat Veghel merkwaardig hard groeien en trekt veel nieuwkomers uit omringende gemeenten aan. Veghel belandt voor de periode 1860-1870 zelfs op de vijfde plaats in de top 10 van Brabantse gemeenten met een positief migratiesaldo. Na 1870 is die spectaculaire groei weliswaar weer flink afgenomen, maar de economische vooruitgang bezorgt Veghel als agrarische marktvlek enkele ‘stadse trekjes’.
Een tweede economische impuls ontstaat in 1914 door de vestiging van de Coöperatieve Handelsvereniging (CHV) van de Noordbrabantse Christelijke Boerenbond (NCB) in de oude haven. In 1916 bouwde de firma Coenen & Schoenmakers een enorme superfosfaatfabriek aan de oostzijde van de Zuid-Willemsvaart, en later werd ook het hoofdkantoor van deze firma naar Veghel verplaatst. Een decennium later, in 1926, wordt aan de Noordkade de grote zuivelfabriek van de Coöperatieve Centrale Melkproductenfabriek – De Meijerij (DMV) geopend, die later zou fuseren met Campina uit Eindhoven tot DMV Campina, waarmee het aan de wieg stond van het huidige concern FrieslandCampina. In 1946 opende de grote veevoederfabriek aan de Zuidkade, van Victoria Mengvoeders, haar deuren. Door het vestigen van deze bedrijven, ontstonden de eerste industrieterreinen van Veghel. Die industriële ontwikkeling kreeg een vervolg na de aanleg van een nieuwe industriehaven- en terrein in 1964 aan Den Dubbelen, dat in vier fasen zou worden ontwikkeld, en zich momenteel in de afrondende fase bevindt. Samen met de andere industrieterreinen zoals De Amert en Doornhoek heeft de gemeente Veghel een groot aanbod aan bedrijventerreinen, waarop zich ook de laatste jaren nog veel nieuwe bedrijven hebben gevestigd. De belangrijkste sectoren voor de werkgelegenheid zijn momenteel de voedingsmiddelenindustrie (zowel op het gebied van consumentenvoeding als op dat van mengvoeders voor dieren), handel, industrie en de dienstverlenende sector. De gunstige ligging van Veghel zorgde voor vestiging van diverse grotere transport- en groothandelsbedrijven zoals DHL, Kuehne + Nagel, Alliance Healthcare en ThyssenKrupp Materials. Door de aanleg van de A50, een overslaghaven en verbreding van de Zuid-Willemsvaart is deze gunstige ligging nog eens versterkt.
Typerend voor de economische ontwikkeling was enerzijds het al vroeg ontstaan van een grote groep middenstanders in Veghel. In de negentiende eeuw vestigden zich meerdere families te Veghel om er een onderneming op te richten. Onder deze families was onder andere de apothekersfamilie Rink in de Hoofdstraat, in welk gezin in 1861 de latere schilder Paulus Philippus Rink werd geboren. Enkele Veghelse middenstandsfamilies richtten begin 20e eeuw bedrijven op met een sterke basis die heden ten dage multinationale vormen aannemen. De familie Van Eerd startte in 1921 aan de Rijksweg met Van Eerd Groothandel, die in 1983 uitgroeide tot de Jumbo. Abel Slippens richtte in 1935 een groothandel in margarine, vetten en oliën op, die later uitgroeide tot Sligro Food Group. Familie Van Hout begon in 1906 aan de Veghelse haven een winkel in manufacturen en koloniale waren die uitgroeide tot de landelijke modewinkelketen HoutBrox. De familie Van der Lande begon in 1949 een bedrijf dat uitgroeide tot Vanderlande Industries, wereldwijd nummer twee op het gebied van bagageafhandelingssystemen.
De Molenstraat was de wieg voor enkele grote cateraars, waaronder Maison van den Boer dat in 1906 door Gijsbertus van den Boer werd opgericht en Hutten Catering, dat in 1922 ontstond. De vestiging van industrie maakte van Veghel een echt arbeidersstadje. Er ontstonden typerende namen voor straten en buurten in het oude Veghel, zoals 't Koffiestroatje (Havenstraatje), de Acht Zaoligheden (aan de Leest) en Klèèn America (bij het Dorshout). In 1963 bouwde Forrest Mars jr. de eerste Mars-fabriek op het vasteland van Europa. De vestiging groeide uit tot een van de grootste chocoladefabrieken ter wereld. Er werken inmiddels meer dan 1.200 mensen, die per jaar ruim 250.000 ton chocolade produceren, wat neerkomt op meer dan 8,5 miljard chocoladerepen.

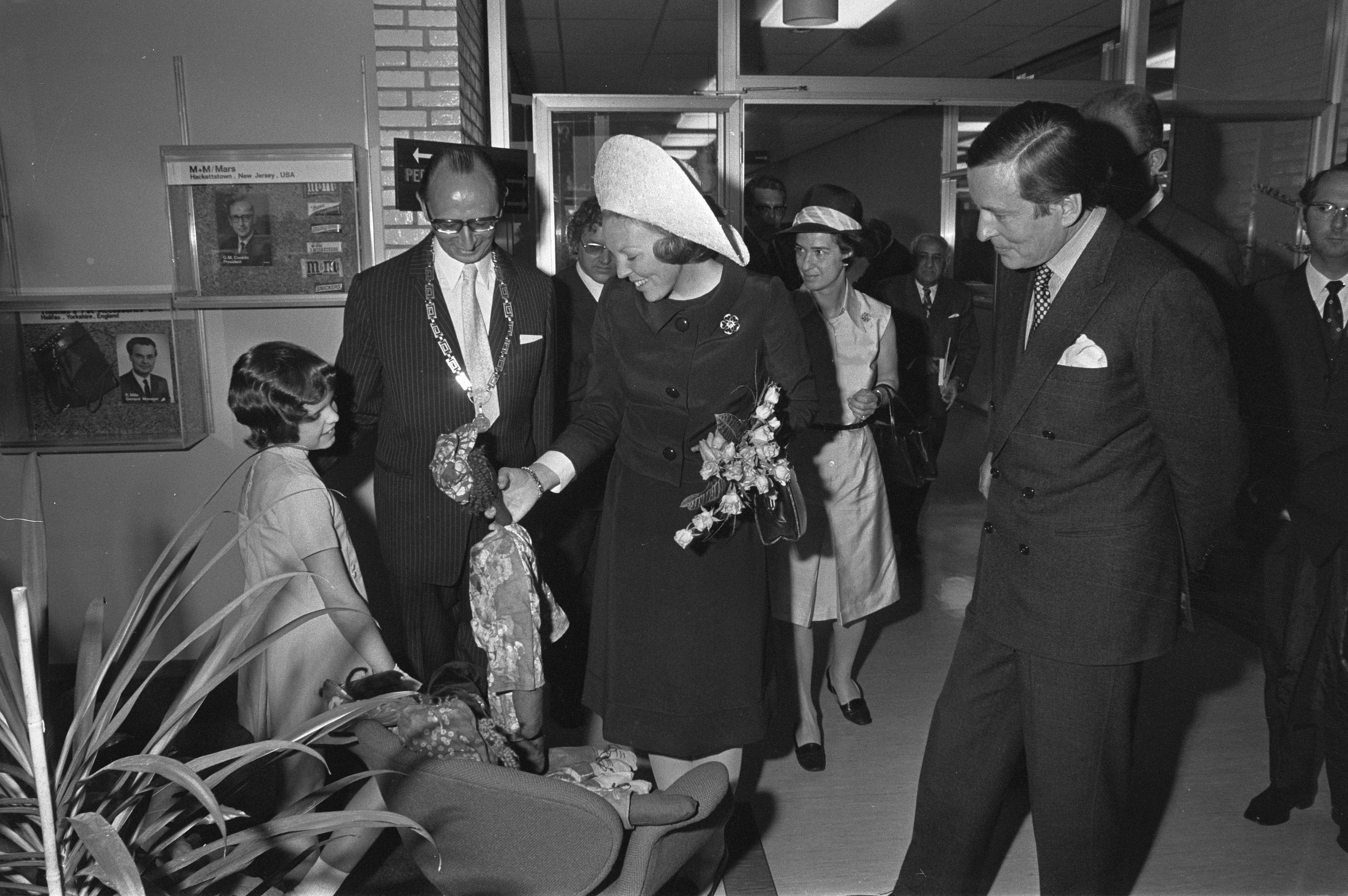
Prinses Beatrix en prins Claus, vergezeld door burgemeester Van Weegen, nemen geschenk in ontvangst bij Mars Incorporated
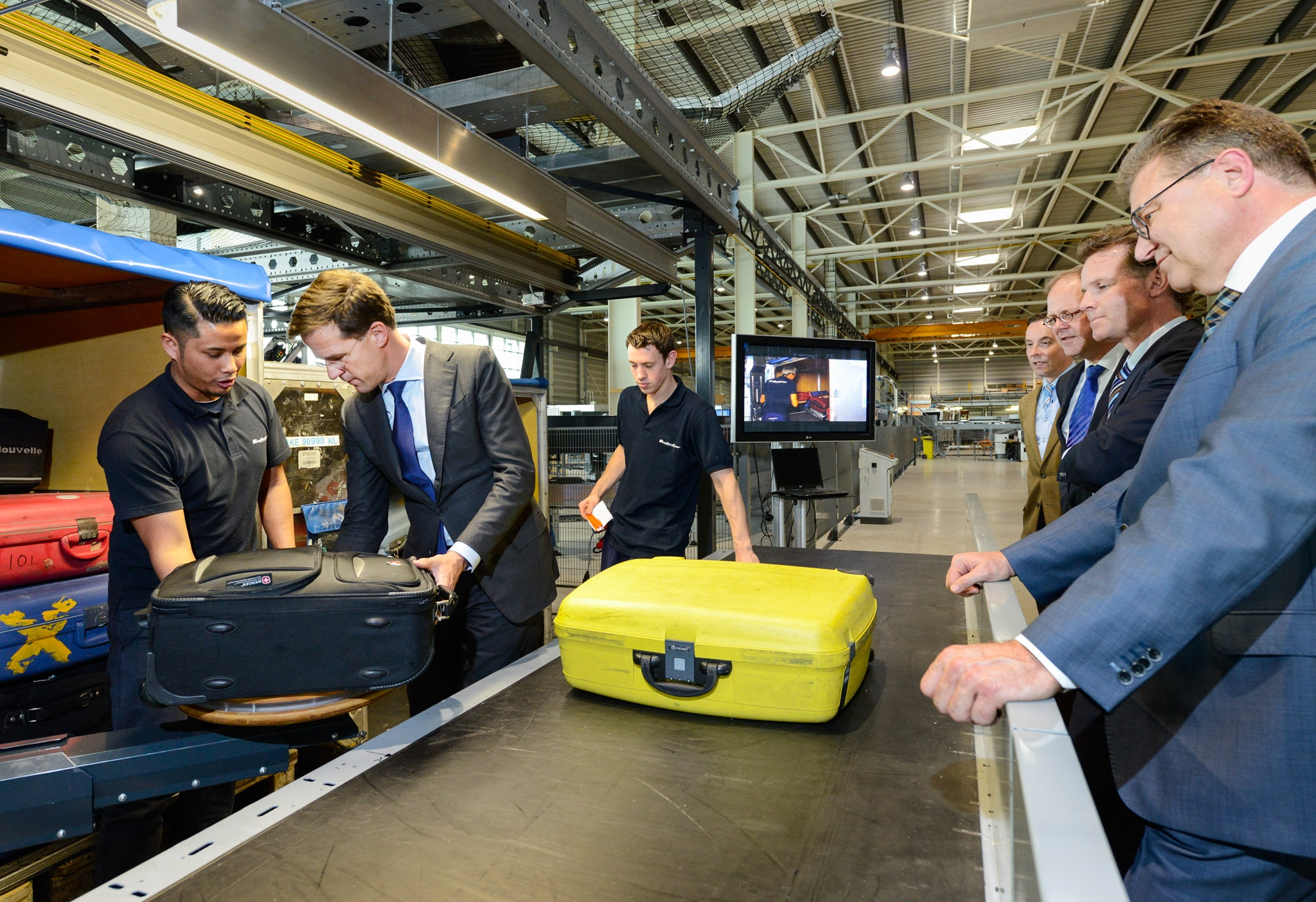
Minister-president Rutte test de nieuwste ontwikkeling bij Vanderlande, tijdens zijn werkbezoek aan Veghel

## Sociale ontwikkelingen

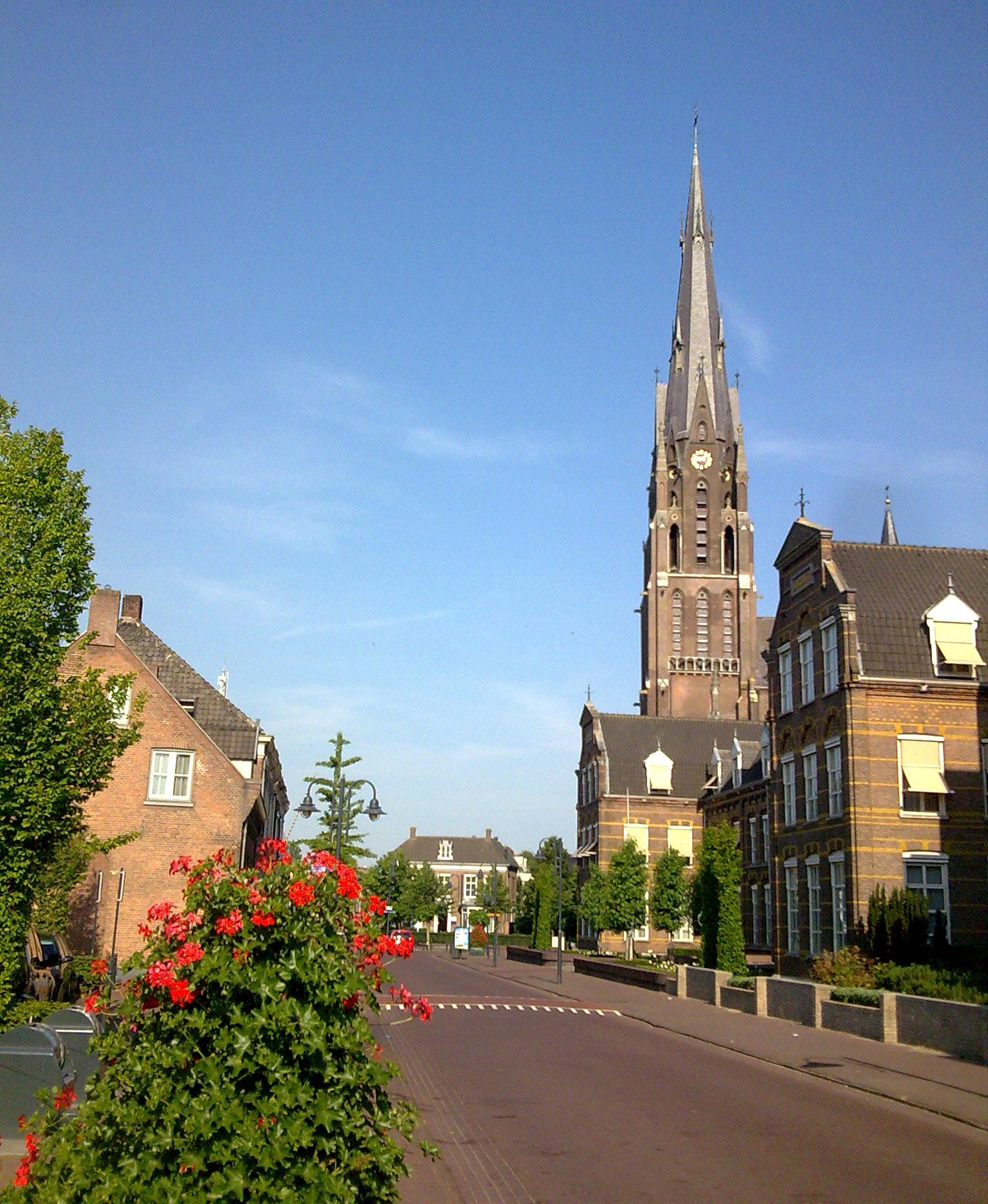
In de negentiende eeuw werd de Achterdijk, nu Deken van Miertstraat, het nieuwe religieuze centrum

Als er iets typerend was voor het Veghel van de 19e eeuw, dan is dat het ontstaan van zorg- en onderwijsinstellingen. De intensiteit en de omvang van deze ontwikkeling gedurende de 19e eeuw waren ongekend en zeer uitzonderlijk voor een Brabants plattelandsdorp als Veghel. Decennialang hadden Veghelse instellingen een belangrijke regionale functie als zorg- en onderwijsverzorger. Deze ontwikkelingen zijn vooral te danken aan deken Bernadinus Johannes van Miert, een van de belangrijkste personen uit de geschiedenis van de plaats. Hij wilde in Veghel voorzieningen opzetten die zouden bijdragen tot zorg- en onderwijsontwikkeling, wat resulteerde in het ontstaan van een gigantisch katholiek bolwerk van religieuze en sociale voorzieningen in het dorpshart van Veghel.
De deken Bernadinus Johannes van Miert vond te Veghel veel kapitaalkrachtige burgers en boeren, die hem financieel in zijn droom hebben gesteund. Door hun giften werd in 1863 de magnifieke Sint-Lambertuskerk voltooid, een vroeg werk van Pierre Cuypers. De kerk werd ingewijd door Monseigneur Zwijsen en werd door Van Miert bestempeld als "zijn kathedraal".
Van Miert richtte zich echter vooral op de ontwikkeling van een onafhankelijke kloosterorde te Veghel, die hem als zelfstandige onderneming kon steunen in zijn plannen voor de onderwijs- en zorginstellingen te Veghel en zijn kerkdorpen. In 1844 ontstond de congregatie der Zusters Franciscanessen der Onbevlekte Ontvangenis van de H. Moeder Gods in Veghel, waarvoor in het hart van Veghel een groots kloostergebouw werd neergezet. Dit moederhuis zou in de komende decennia flink uitbreiden met vestigingen over heel Oost-Brabant, en kon hierdoor een stempel drukken op zowel de regionale zorg als het onderwijs (door een kweekschool) in Oost-Brabant. Later drong de ziekenzorg en verpleging ook door tot in Indonesië, alwaar vele zusters zich wijdden aan de missie. Een zwarte bladzijde uit de missiegeschiedenis was de moord op verschillende missionarissen van de Udense Orde der Kruisheren die in 1965 in Buta werden vermoord door opstandelingen in voormalig Belgisch Congo. Onder hen bevonden zich Vic van Heeswijk uit Veghel en Willem Vissers uit Mariaheide.
De religieuze invloed van het katholicisme te Veghel bleek niet alleen uit de gigantische bolwerken die verrezen in het dorpshart. Het werd ook duidelijk toen verschillende Veghelse jongens tussen 1866 en 1870 dienstnamen bij de Pauselijke Zoeaven om de Kerkelijke Staat te beschermen tegen de troepen van Giuseppe Garibaldi, die streefde naar de vereniging van Italië en de scheiding van kerk en staat.

### Ziekenzorg

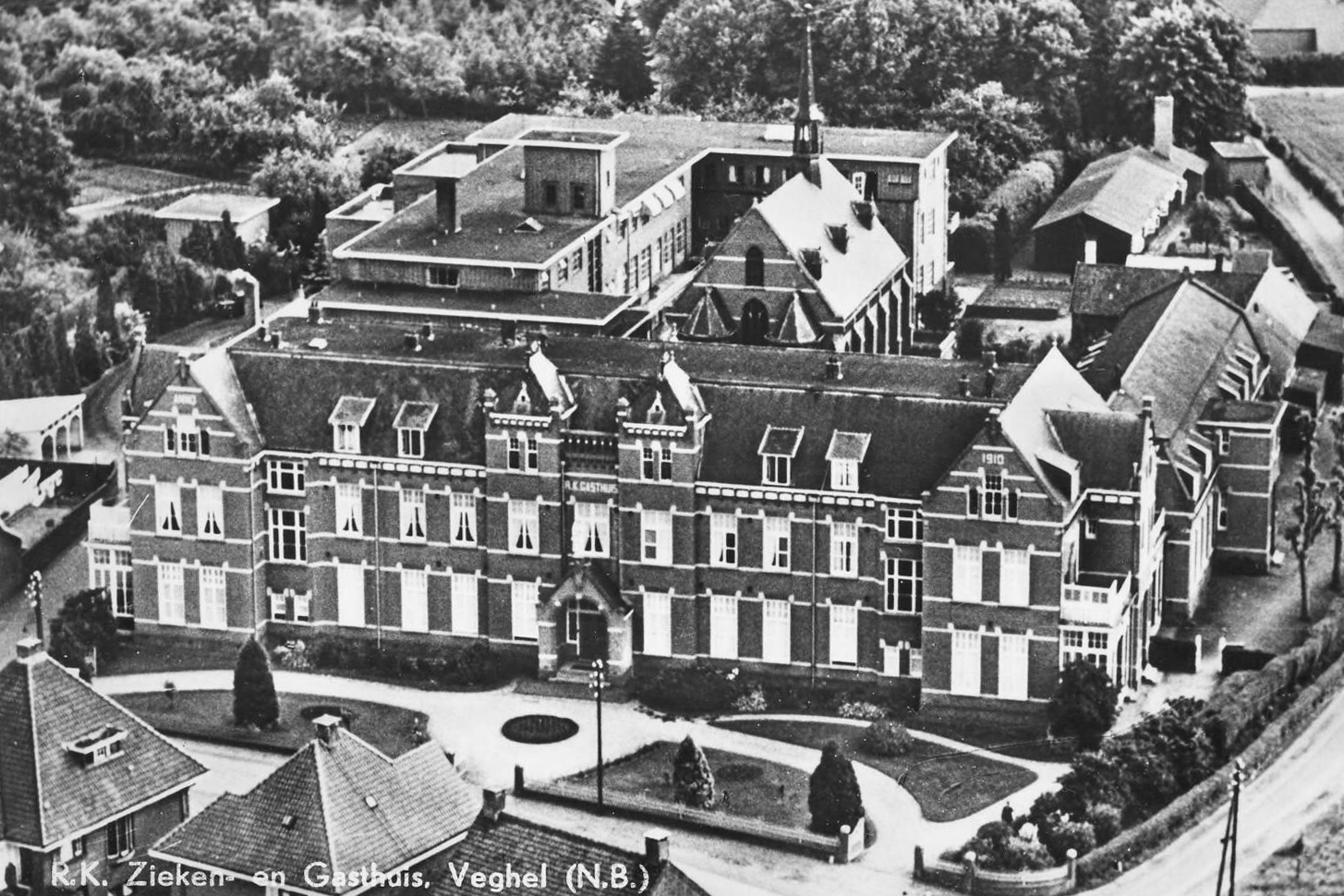
Sint-Joseph Ziekenhuis in Veghel omstreeks 1950

Het zwaartepunt van de sociale ontwikkelingen lag midden 19e eeuw te Veghel. Een eerste aanzet tot de gezondheidszorg was de oprichting van het Rochushuis in 1873 ter behandeling van besmettelijke ziekten. Dit gebouw stond direct achter het klooster. Het bood weinig ruimte en lag te dicht bij het Veghels centrum. In 1900 werd door de Franciscanessen het eerste grote Veghelse gasthuis, een van de weinige ziekenhuizen in de wijde omtrek, aan de Gasthuisstraat (toentertijd Middegaal) opgericht. Dit Sint-Joseph-gesticht werd een begrip voor Veghel en omstreken. Het bood in haar kelders gedurende de Eerste Wereldoorlog onderdak aan veel Belgische vluchtelingen en militairen. In 1935 werd het aanzienlijk uitgebreid en in 1980-1990 vond een complete nieuwbouw plaats waarbij de zusters Franciscanessen de ziekenzorg overdroegen. In 2000 vond echter een fusie plaats tussen het Veghelse ziekenhuis en het Sint-Anna ziekenhuis te Oss tot het nieuwe Ziekenhuis Bernhoven.

### Onderwijs

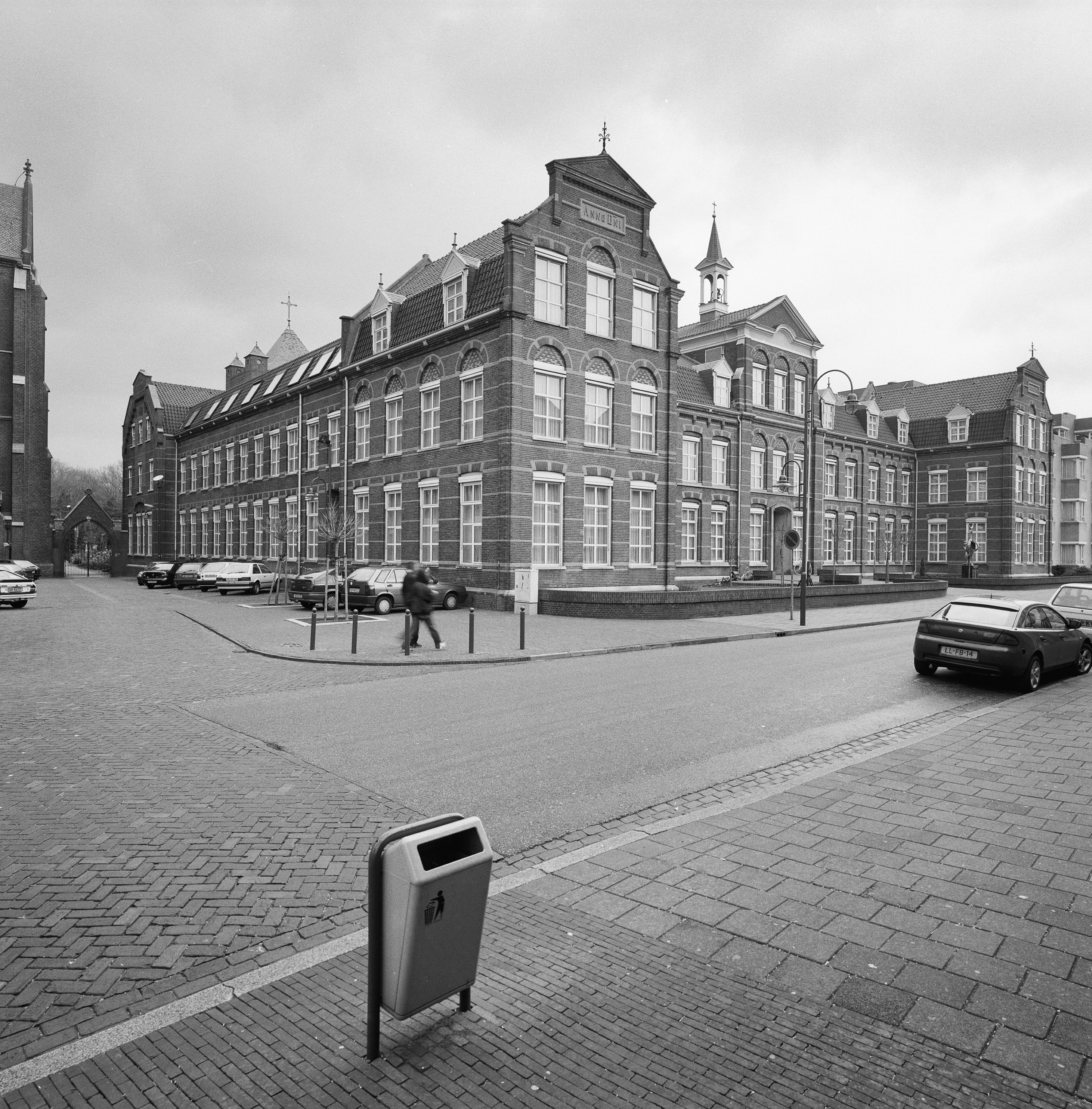
Franciscanessen-klooster uit 1843

Vanuit het Franciscanessenklooster ging men eind 19e eeuw tevens over tot de stichting van een R.K. Kweekschool. Deze school, tegenwoordig aangeduid met pedagogische academie, is met haar stichting in 1872 een van de oudste onderwijsinstellingen van de regio. In 1903 volgde de officiële erkenning van het opleidingsinstituut. Sinds 1996 is deze hbo-instelling gefuseerd tot Fontys Hogescholen Pabo Eindhoven-Veghel.

#### Zusters van de Choorstraat
Rond 1840 had de Bossche congregatie Zusters van de Choorstraat een dagschool voor katholieke meisjes in de Hoofdstraat bij de oude Lambertuskerk. De congregatie verliet Veghel in 1842 toen de Franciscanessen onder deken Van Miert een eigen school opstartten in het nieuwe klooster.

#### Zusters Franciscanessen
Onder de Veghelse congregatie Zusters Franciscanessen der Onbevlekte Ontvangenis van de Heilige Moeder Gods kwam het onderwijs in Veghel en zijn kerkdorpen tot grote bloei. In 1957 hadden de zusters een kleuterschool, Mariaschool (Lambertusparochie) en Bernadetteschool (H.Hartparochie) als lager onderwijs, een U.L.O. (H.Hart), Kweekschool (H.Hart), Maria-Gorettischool , Huishoudschool en opleiding voor kleuterleidster.

## Stedelijke ontwikkeling

### Oud Veghel
De plaats Veghel is tussen 1700 en 1850 behoorlijk gegroeid, maar heeft toen geen stedelijke omvang of functie bereikt. Deze plaatsen die reeds vóór 1850 meer dan lokale betekenis hadden, worden met de term ‘vlek’ aangeduid. Een anonieme reiziger in de Meierij omschrijft Veghel in 1798 als:
‘Deeze plaats beviel mij, want zij is een uitmundtend, groot en schoon Dorp; men heeft hetzelve, voor weinige jaaren, voorzien met eenen straatweg en lantaarnen, zoo dat het eer een Vlek dan een Dorp gelijkt; het pronkt met eene schoone Kerk en mooië tooren, die nog nieuw is, zijnde de voorige door den bliksem afgebrand, ook is ‘er een fraai Raadhuis. De rivier de Aa stroomt zeer vermaaklijk langs dit Dorp, en de wandelwegen, die de korte tijd mij toeliet te bezigtigen, bevielen mij zeer wel.’

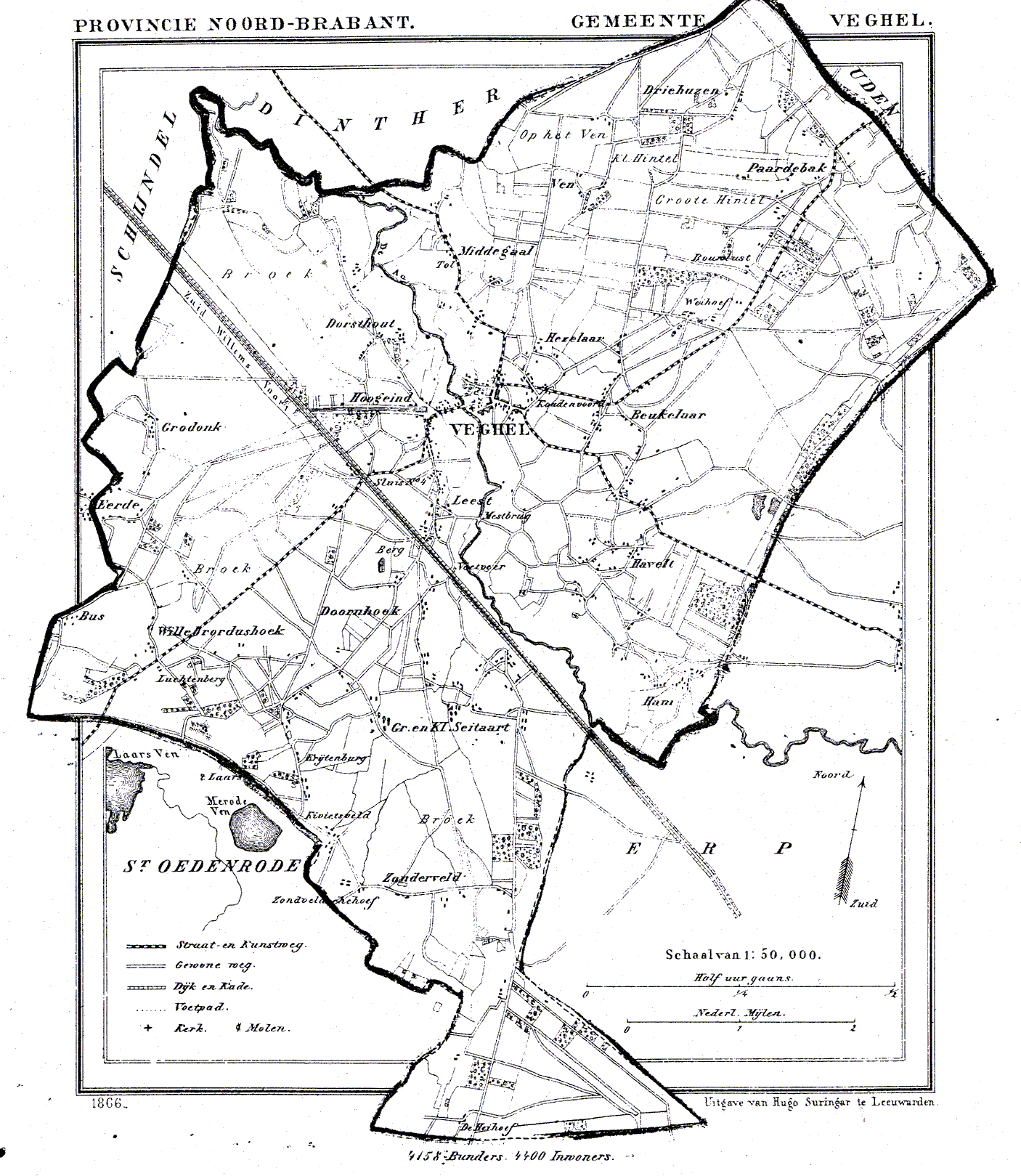
Veghel in 1866

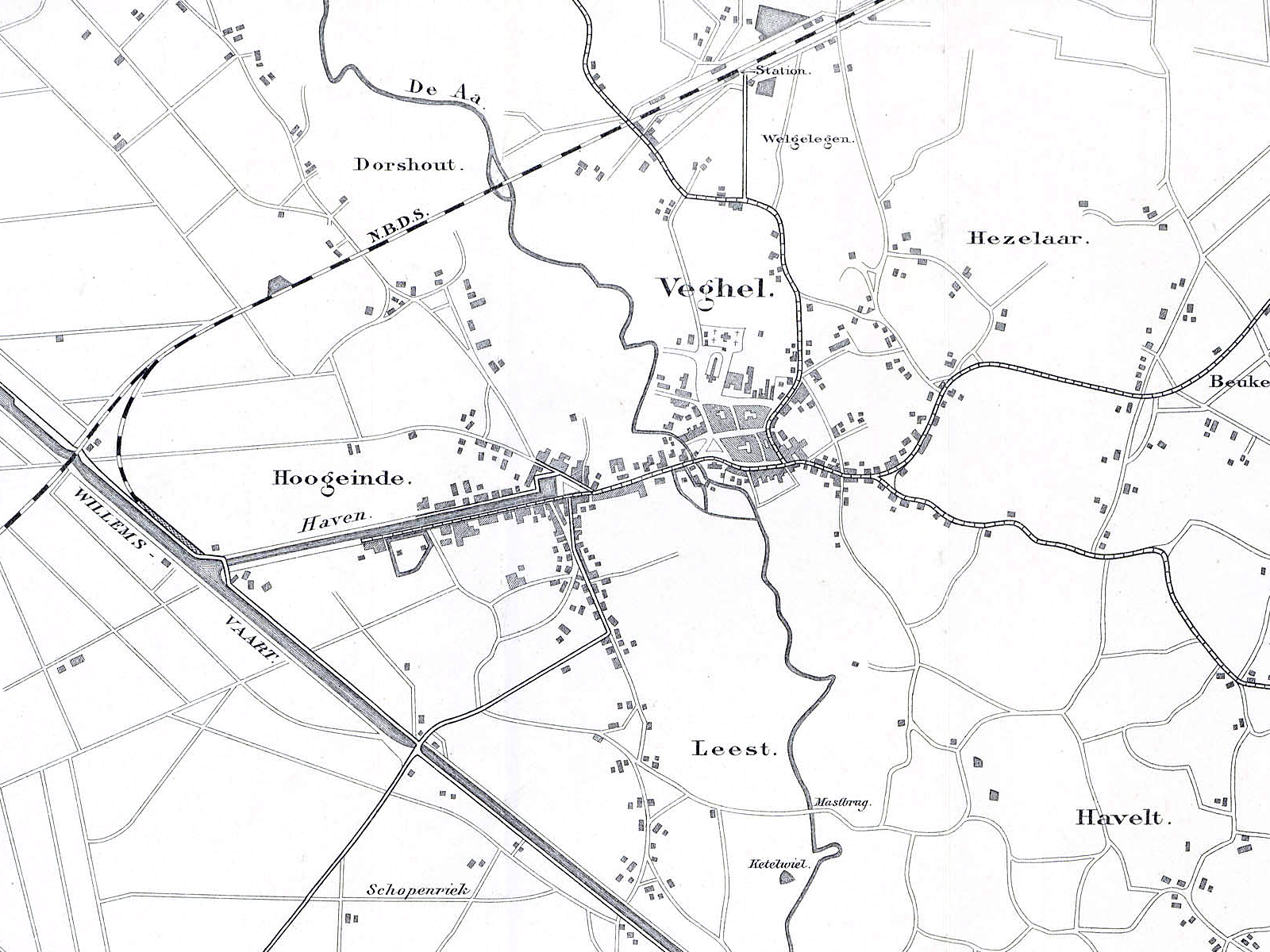
Veghel in 1915

Vlekken vertonen vaak een mengeling van historische ontstaans- en groeifactoren. Meestal dateren deze nederzettingen uit de hoge middeleeuwen en waren het primaire kerkdorpen met een marktfunctie, blijkens de aanwezigheid van een plein. Hier werden jaarmarkten gehouden, met name voor vee en zuivelproducten. Dat vlekken een mengeling van historische groei- en ontstaansfactoren kennen, komt duidelijk naar voren uit de ontwikkeling van Veghel. Veghel ligt in het Aa-dal en is ontstaan bij een doorwaadbare plek in rivier de Aa. Het lijkt erop dat Veghel dusdanig in primaire fase een voorde nederzetting geweest kan zijn, maar door zijn functie als passantendorp met bijkomende verkeersstromen, heeft Veghel zich ontwikkeld als een baannederzetting, waarbij het zwaartepunt langs de huidige Hoofdstraat kwam te liggen en waar op een verbreding in dat tracé de marktplaats ontstond. Later, begin negentiende eeuw verplaatste de markt zich naar het huidige terrein, dat destijds als nieuw plein werd aangelegd dicht bij de doorgaande weg.
Door de centrale ligging op enkele knooppunten en de ontwikkelingen ten gevolgen daarvan werd Veghel al vrij vroeg een grotere plaats met ontwikkelingsmogelijkheden. Hierdoor vestigden kooplieden en handelaren zich eind 18e eeuw te Veghel, waarmee ze een impuls gaven aan de ontwikkeling en groei van Veghel. Zeker na het ontstaan van het Koninkrijk der Nederlanden en het wegvallen van de remmende generaliteitsperiode namen deze ontwikkelingen in rap tempo toe. Begin 19e eeuw omschrijft de koster Adriaan Brock uit Sint-Oedenrode Veghel als volgt:
‘Veghel, een groot en net Dorp, ver het schoonsten van Peelland, maar ook een der treffelykste in de Meiery.’
Ondanks de vele stadse ontwikkelingen gedurende de 19e eeuw bleef de plaats tot aan de Tweede Wereldoorlog zijn dorpse karakter behouden, met uitzondering van de havenbuurt, en werd het straatbeeld grotendeels bepaald door wisselende lintbebouwing van arbeiderswoningen, herenhuizen, pakhuizen, werkplaatsen en boerderijen, en door het voor Brabantse begrippen zeer uit de kluiten gewassen religieuze complex van de Veghelse Lambertusparochie, samen met de kloosters en kapellen van de Zusters Franciscanessen en de daartoe behorende zorg- en onderwijsinstellingen, en de daar tegenover gelegen synagoge van de Joodse gemeente Veghel.
Na de Tweede Wereldoorlog begon Veghel hard te groeien en veranderde er veel in het centrum. In de jaren 70 en 80 werden veel oude gebouwen en stegen in het centrum gesloopt of opgedoekt ter ontwikkeling van het winkelcentrum, waardoor een deel van het oude Veghel verloren ging.
Van agrarische vlek is Veghel de voorbije eeuwen gegroeid naar een middelgrote stad, en is het verworden tot werkgelegenheidscentrum van de regio.

### Woonwijken in Veghel
| Kern Veghel         | Kern Veghel         | Kern Veghel         | Kern Veghel         | 26.491   | 1.063 inw/km² | Matig Stedelijk  |
| Bebouwde Kom Veghel | Bebouwde Kom Veghel | Bebouwde Kom Veghel | Bebouwde Kom Veghel | 25.515   | 1.990 inw/km² | Sterk Stedelijk  |
| Wijk                | opp km²             | opp land km²        | opp water km²       | inwoners | inw/km²       | OAD              |
| ------------------- | ------------------- | ------------------- | ------------------- | -------- | ------------- | ---------------- |
| Veghel-Centrum      | 1,13                | 1,13                | 0,00                | 3.698    | 3.273         | 1.653            |
| Veghel-West         | 0,87                | 0,83                | 0,04                | 2.585    | 3.114         | 1.160            |
| Veghel-Zuid         | 1,01                | 1,00                | 0,01                | 3.786    | 3.786         | 1.234            |
| Bunders             | 1,80                | 1,80                | 0,00                | 7.851    | 4.362         | 1.418            |
| De Leest            | 0,52                | 0,52                | 0,00                | 2.893    | 5.563         | 1.157            |
| Het Ven             | 0,97                | 0,95                | 0,02                | 4.409    | 4.641         | 1.012            |
| Amert-Dorshout      | 1,54                | 1,53                | 0,01                | 240      | 157           | 431              |
| De Dubbelen         | 2,92                | 2,68                | 0,24                | 32       | 12            | 184              |
| Doornhoek-Kempkens  | 2,40                | 2,38                | 0,02                | 21       | 9             | 307              |
| Buitengebied Veghel | Buitengebied Veghel | Buitengebied Veghel | Buitengebied Veghel | 976      | 81 inw/km²    | Weinig Stedelijk |
| Veghel-Noord        | 3,10                | 3,10                | 0,00                | 246      | 79            | 168              |
| Heuvel-Havelt       | 5,87                | 5,81                | 0,06                | 466      | 80            | 525              |
| Sportpark-Knokert   | 3,23                | 3,20                | 0,03                | 264      | 83            | 540              |

Uitbreiding van het woongebied vond plaats met de komst van woonwijken. De oudere woonwijken liggen voornamelijk ten westen van de Aa en zijn verenigd onder de noemer Veghel-West en Leest. Ten oosten van de Aa liggen overwegend jongere of geherstructureerde woonwijken.
Hieronder een overzicht van de CBS-wijkindeling met deelbuurten.
Veghel-Centrum
- Centrum
- Koolenkampen
- Schilderswijk
- Vijverwijk
- Zeven Eiken/De Bolken

Veghel-West
- Hoogeinde
- Bloemenwijk
- Oranjewijk
- Oude Haven

Leest
- De Leest
- Donauring

Veghel-Zuid
- 't Zuid
- De Boekt
- De Scheifelaar

De Bunders
- Laarbunders
- Heibunders
- Busselbunders
- Bundersehoek

't Ven
- Spoor-, Riet- en Moerven
- Bos- en Visven
- Ketel-, Vlas- en Mergelven
- Turfven

Heuvel-Havelt
- Beukelaar
- Ham
- Heuvel
- Havelt
- De Stad (in ontwikkeling)

Veghel-Noord
- Driehuizen
- Hazelberg

Sportpark-Knokert
- Aa-Broeken
- Middegaal
- Prins Willem Alexander Sportpark

Amert-Dorshout
- De Amert
- Dorshout
- Dorsveld (in ontwikkeling)

De Dubbelen
- De Dubbelen
- Poort van Veghel

Doornhoek-Kempkens
- Doornhoek
- Kempkens

### Herstructureringslocaties

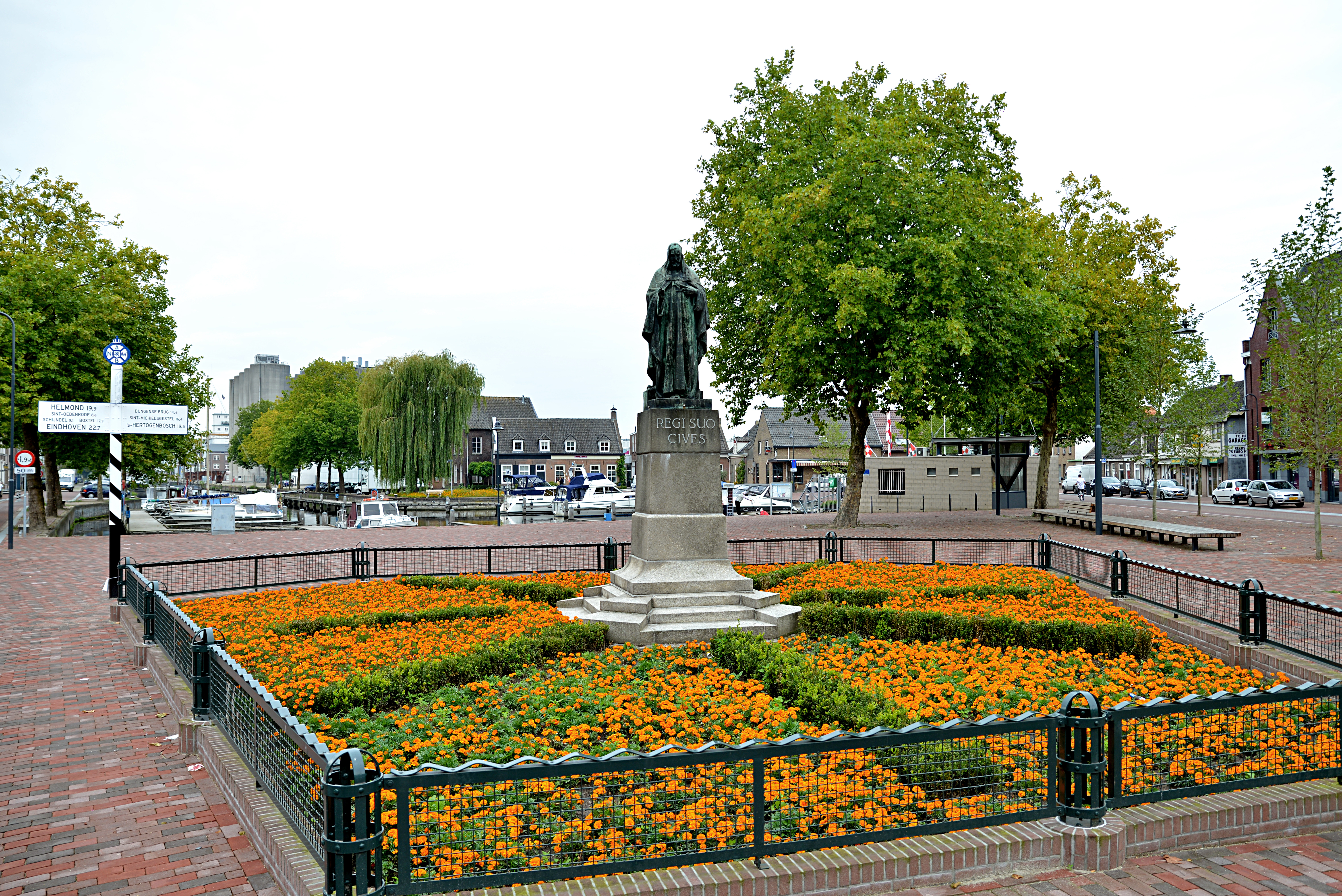
Heilig Hartbeeld op het havenplein in de Veghelse binnenhaven (Heilig Hartplein)

Vanaf 2005 lopen er enkele grote plannen tot de herstructurering van delen van het verouderde stedelijk gebied. Tot 2015 kunnen in de stedelijke regio nog zo'n 2.060 woningen gebouwd worden, waarvan er ongeveer 1.330 gebouwd kunnen worden binnen de bestaande restcapaciteit van het stedelijk gebied. Grootste gedeelte hiervan wordt gevormd door de strategische herstructureringslocatie Sluisstraat-Rembrandtboulevard; grotendeels ter plaatse van de voormalige N265. De rijksweg N265 was jarenlang een verkeersknelpunt en vormde een barrière tussen het centrum en de wijken Veghel-Zuid en De Leest. Na ingebruikname van de A50, heeft deze weg een andere verkeersfunctie, waardoor de gemeente de kans krijgt het gebied van de N265 te herinrichten tot stedelijke weg (Rembrandtboulevard). De locatie biedt verder mogelijkheden tot woningbouw en centrumontwikkeling in combinatie met de herstructurering in de Sluisstraat, de Hoogstraat en het Havenplein ter hoogte van de recreantenhaven. Aangezien grote delen van het gebied een historisch stedenbouwkundig waardevolle structuur kennen zijn uitgangspunten van de herstructurering het handhaven van de beeldkwaliteit van het oude centrum en terugdringing van de verkeersintensiteit. De eerste deellocaties bestaande uit De Ruifhuizen, Port-Passant en De Borders en De Campanula zijn reeds gerealiseerd of in ontwikkeling.
Een tweede kleinere herstructureringslocatie vormt het tegen het centrum gelegen gebied rond de Peellandstraat. Daar ruimen zo'n 90 woningen uit de jaren 50 wegens veroudering het veld. De herstructurering gaat zich vanwege de unieke ligging van deze locatie met name richten op de overgang tussen enerzijds het stedelijk karakter van het centrumgebied en anderzijds het dorpse karakter van de aangrenzende straten. Hierbij speelt versterken van de historische beeldkwaliteit een grote rol onder het motto Kei Veghels.

### Bezienswaardigheden

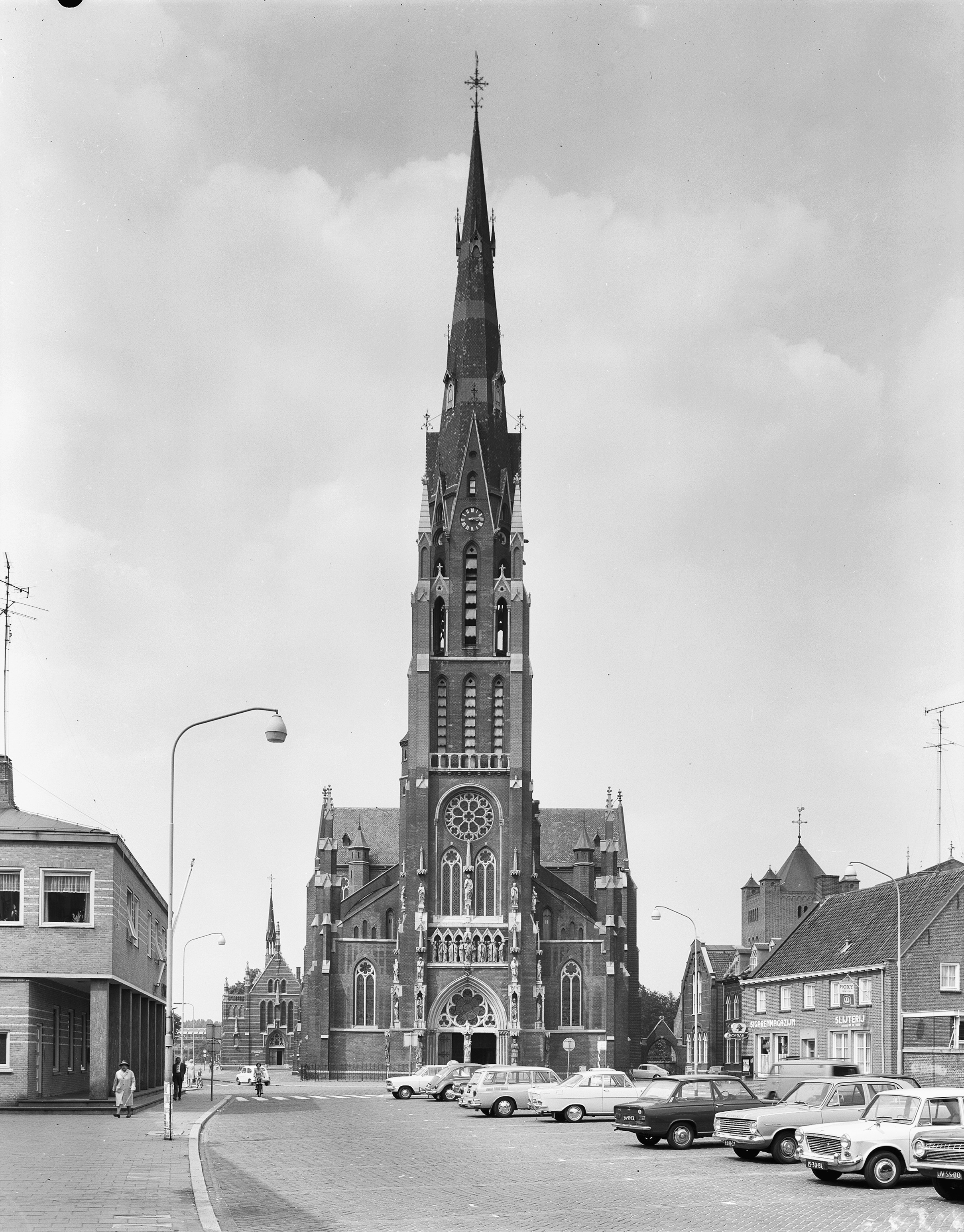
Sint-Lambertuskerk uit 1862

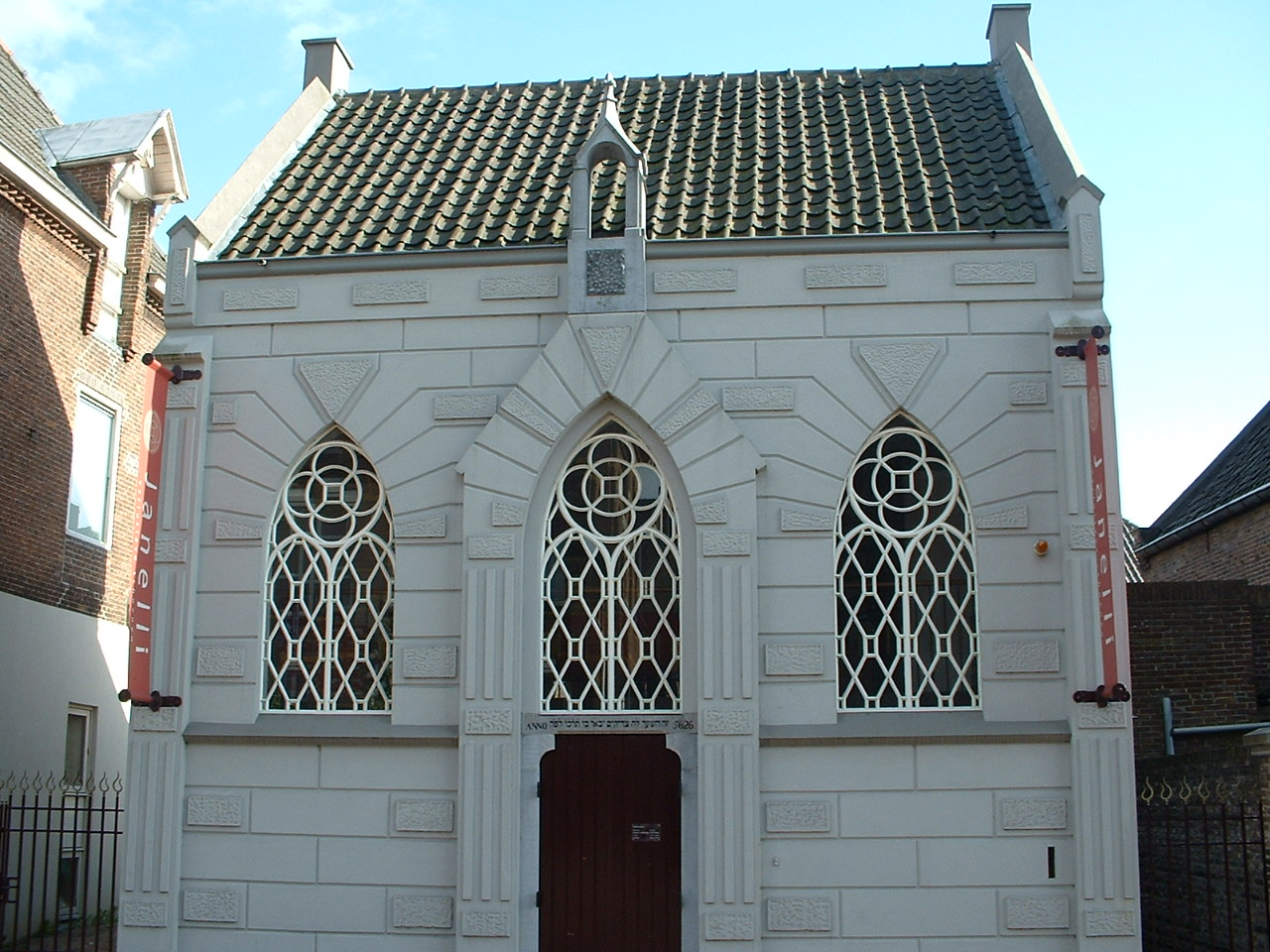
Voormalige synagoge uit 1866

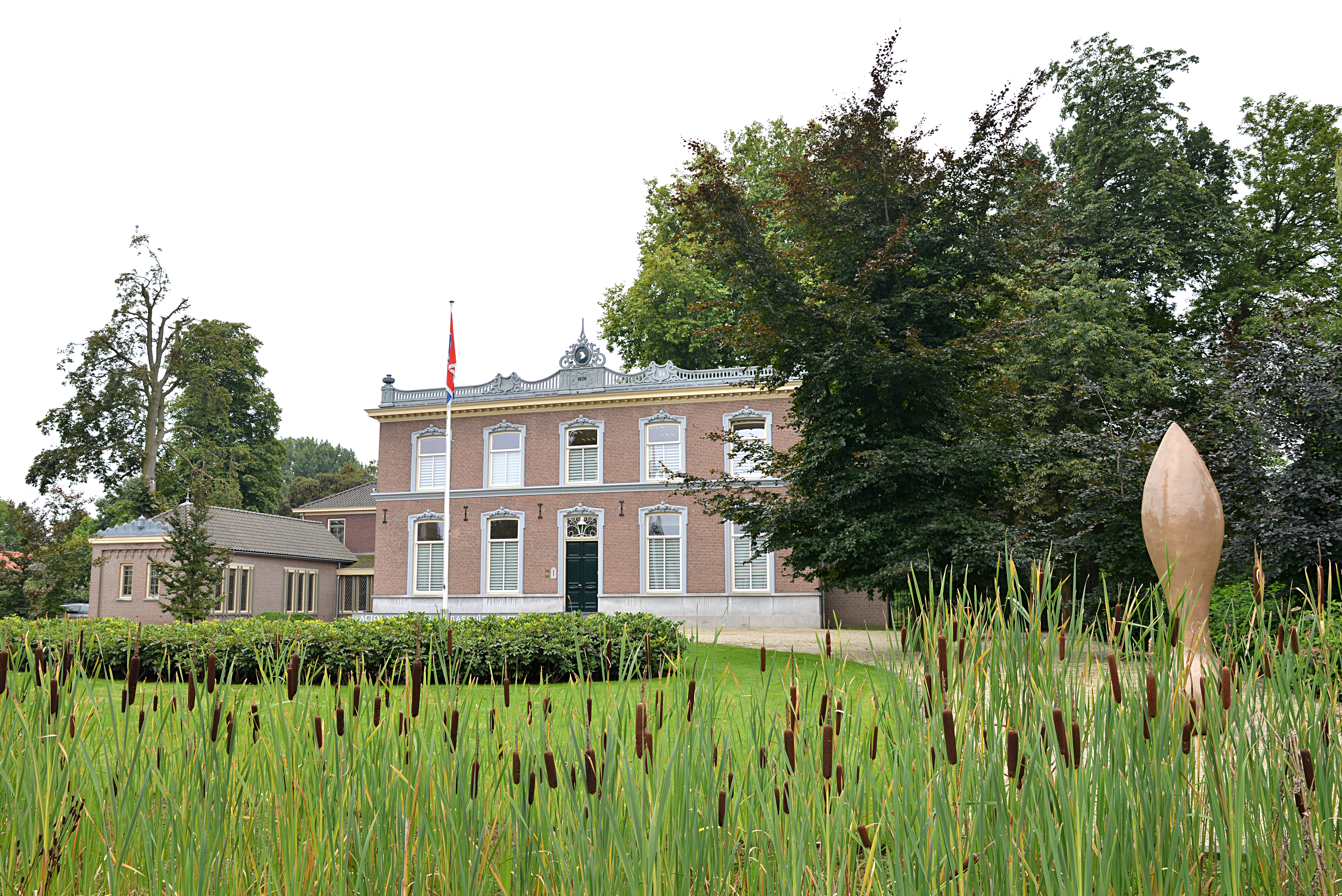
Villa Klondike uit 1890, voormalig hoofdkwartier van de 101st Airborne Division

- De neogotische Sint-Lambertuskerk, gebouwd in de periode 1855-1862, een belangrijk vroeg werk van de Roermondse architect P.J.H. Cuypers.
- De begraafplaats, achter de Sint-Lambertuskerk, met Calvarieberg en oorlogsgraven.
- Het Kloostercomplex (inclusief tuinen en kapel) van de Zusters Franciscanessen van Veghel uit 1843; evenals de ernaast gelegen Sint-Lambertuskerk ontworpen door P.J.H. Cuypers. Medio 2023 wordt het complete complex herontwikkeld tot woonfunctie, waarbij de Zusters Franciscanessen ook nieuwe huisvesting krijgen.
- De Congregatiekapel
- De voormalige Broederkapel van de broeders van Onze Lieve Vrouwe Onbevlekte Ontvangenis, die zich in 1879 in Veghel vestigden. Dit gave pandje uit 1923 is gebouwd naar ontwerp van architect L.P.J. Kooken. Monumenten Fonds Brabant kocht op 13 maart 2006 de Broederkapel van de gemeente Veghel. Na de voltooiing van de restauratie en de verbouwing is op 1 september 2006 de Broederkapel in gebruik genomen als kleinschalige evenementenlocatie. Bijzonder is het glas-in-lood paneel in de entreepui wat afkomstig is uit het inmiddels gesloopte woonhuis van architect Tooten.
- De Protestantse kerk aan de Hoofdstraat. Dit uit 1820 daterend zaalkerkje is gebouwd in neoclassicistische stijl. Het pandje werd voor de Veghelse hervormden gebouwd, nadat de oude Sint-Lambertuskerk in 1819 was teruggegeven aan de katholieke parochie van Veghel. Sinds 2021 is deze kerk aan de eredienst onttrokken en krijgt een andere invulling. De omliggende graven zijn geruimd of de overleden mensen zijn herbegraven op een andere begraafplaats.
- De voormalige neogotische synagoge aan de Deken van Mierstraat, daterend uit 1866. Na de oorlog tot woonhuis verbouwd, maar in 2001 compleet gerestaureerd. Er is een restaurant in het pad gevestigd.
- De Heilig Hartkerk
- De Sint-Johanneskerk
- Het voormalige raadhuis in neorenaissance-stijl aan de Markt. Dit prachtige pand werd in 1876 gebouwd door architect Dobbe. Het fungeerde tot 1933 eveneens als kantongerecht en tot 1900 als postkantoor. Tegenwoordig (2023) is de bibliotheek in het pand gevestigd.
- De Selimye Moskee aan de Evertsenstraat 5. Turkse moskee.
- De An-Nour Moskee aan de Beatrixsingel 1B.
- De Jachthaven Veghel aan het Heilig Hartplein met daarop het Heilig Hartbeeld van Veghel
- Het Airborne-monument, gedenkteken van de luchtlandingen op 17 september 1944 tijdens Operatie Market Garden.
- Het Monument van de Veghelse Lambertusparochie in Mariaheide uit 1888. Dit ter herinnering aan de jaren 1649-1672 toen de Veghelse katholieken in het vrije Land van Ravenstein ter kerke moesten gaan. In 2005 opgeknapt en voorzien van het beeld van de Heilige Lambertus, patroonheilige van de parochie Veghel.
- De Villa Klondike (voormalig Huize Rustplaats) uit 1890. Vanuit deze statige villa aan de Hoogstraat voerde Colonel Howard Johnson zijn luchtlandingstroepen tijdens de bevrijding in 1944 aan. Het Airborne-embleem is als oorlogsmemoriaal in de gevel van het pand verwerkt.
- De Aa-brug in het centrum over rivier de Aa. De brug was in vroeger eeuwen van strategisch belang als een van de weinige overgangen over de Aa. In 1940 werd de Aa-brug door het Nederlandse leger opgeblazen en heeft daarbij in de directe omgeving veel schade aangericht. Door de Duitsers werd de brug hersteld en kreeg de naam ‘Richard Schnell Brücke’. Eind jaren 90 werd de herstelde brug in haar oude glorie hersteld door het Veghels bedrijfsleven.
- Het voormalig tramstation aan de Sluisstraat uit 1909.
- De CHV Noordkade, voormalige industriële complex dat een herbestemming heeft gekregen als kunst en cultuurcluster. Gedurende de 20e eeuw fungeerde dit terrein, gelegen aan de Oude Haven, als hoofdzetel van de Coöperatieve Handelsvereniging van de Noordbrabantse Christelijke Boerenbond. Op het terrein vindt men onder andere de in 1915 voltooide Wiebenga-silo. Deze modernistische graansilo is ontworpen door Jan Wiebenga, pionier van het nieuwe bouwen, en werd in 2001 aangewezen als beschermd rijksmonument. Tegenwoordig huisvest de top-etage van het gebouw een restaurant (met dakterras) van Maison van den Boer. Daarnaast is op het terrein Museum SIEMei gevestigd; een museum gespecialiseerd in de industrie en ambacht van de Meierij, met een uitgebreide collectie aan Brabants industrieel erfgoed.

### Infrastructuur
Van oudsher is de ligging van Veghel aan verkeersknooppunten kenmerkend geweest voor de ontwikkeling van het dorp. De functie als passantendorp tijdens de Gelderse Oorlogen, maar ook tijdens Operatie Market Garden typeren het strategische belang van de overgang aan de Aa en later eveneens die van de bruggen over de Zuid-Willemsvaart.

#### Spoorwegen en lightrail
In 1870 werd begonnen met de aanleg van de spoorverbinding tussen Roosendaal-Boxtel-Veghel/Uden-Gennep/Boxmeer-Goch-Wesel. Deze verbinding zou later bekendstaan als het "Duits Lijntje". De lijn werd toentertijd geëxploiteerd door de NBDSM (Noord-Brabantsche en Duitsche Spoorweg Maatschappij), later overgenomen door Staatsspoorwegen (SS)/Nederlandse Spoorwegen (NS). Gedurende de eerste decennia van exploitatie kende de lijn een druk personen- en handelsverkeer. Om die reden kreeg Veghel in 1873 een eigen halte (Station Veghel) en werd er aan het kanaal en de haven te Veghel een spoorhaven aangelegd met eigen havenstation, waar met name lijnzaad werd overgeslagen voor vervoer naar de Duitse stad Goch. Het personenvervoer begon vanaf de periode na de Eerste Wereldoorlog flink te dalen. In 1950 beëindigde de NS het laatste stukje personenverkeer op de lijn Boxtel – Uden. Twintig jaar later werd het goederenvervoer vanaf Veghel beëindigd en werd de spoorrails vanaf Veghel in oostelijke richting opgebroken. Wat overbleef was een goederenspoor tussen Boxtel en Veghel en een regionale variant van een Ecologische (Hoofd-)Structuur oftewel een langgerekt gebied met natuurwaarden over de oorspronkelijke stamspoorweg (spoordijk).
In 2005 is bekend geworden dat ProRail geen onderhoud meer wil plegen over het overgebleven treinvak Boxtel-Veghel en werd de aansluitwissel bij Boxtel opgebroken.
De gemeente Veghel laat onderzoek doen in kader van stedelijke regio Uden-Veghel naar toekomstige lightrail-verbindingen over het huidige goederenspoor. De gemeenten Veghel- Schijndel - Boxtel zijn hierbij betrokken. Ook Uden heeft aangegeven positief te staan tegenover een nieuwe lightrailverbinding. Mogelijk kan de lijn vanuit Uden worden doorgetrokken naar 's-Hertogenbosch. De laatste ontwikkelingen in deze, laten zien dat goederenvervoer meer kans van slagen zal hebben dan personenvervoer.

#### Tramwegen en busverbinding
De positie van Veghel als verkeersknooppunt in Oost-Brabant werd belangrijk met de aanleg van de Oost-Brabantse tramwegen. In 1881 werd de tramlijn 's-Hertogenbosch - Veghel - Helmond geopend, waarvoor in Veghel een trambrug over de Aa geplaatst werd. In 1883 werd een tramlijn aangelegd voor personen- en vrachtvervoer tussen Oss-Nistelrode-Uden-Veghel en in 1897 volgde ten slotte de tramlijn Reusel-Eindhoven-Veghel. Uit deze periode dateren het tramstation De Zwaan in de Sluisstraat en het tramstation De Gouden Leeuw in de Stationsstraat. Eveneens ontstond bij de Veghelse haven een tramemplacement voor de overslag van goederen, die met name naar Oss vervoerd werden, aangezien die stad destijds geen eigen haven had. De tram had in de volksmond de bijnaam "de goede moordenaar", omdat er enkele ongelukken met dodelijke afloop mee gebeurden. Bovendien liepen de rails in het smalle centrum van Veghel zo kort langs de huizen, dat de stoker 's nachts met een vlammende oliefakkel het verkeer moest stilleggen. In 1939 reed de laatste goederentram. Enkele jaren eerder was het personenvervoer al gestopt.
Het tramvervoer ging over in het busvervoer van de BBA (voormalige Brabantse Buurtspoorwegen en Autobusdiensten).
BBA verzorgde sindsdien het busvervoer rond Veghel. In 1977 ging de lijn van Veghel naar Helmond over naar Zuidooster en later haar opvolger Hermes. In 2003 keerde deze lijn terug bij BBA. Op 1 januari 2007 werd het busvervoer in de regio van Veghel overgenomen door Arriva. Vanuit Veghel rijden er bussen naar onder andere Eindhoven, 's-Hertogenbosch, Uden, Oss en Helmond alsook naar kleinere plaatsen in de regio.

## Landschappelijke ontwikkeling
Veghel grenst aan het nationaal landschap Het Groene Woud, dat het grootste deel van de Midden-Meierij omvat. De geschiedenis van het Meierijse landschap in Veghel wordt bepaald door het beekdal van de Aa en door het nagenoeg verdwenen populierenlandschap.

### Beekdallandschap
Veghel is ontstaan op de oevers van rivier de Aa. De aanwezigheid van deze rivier en zijn zijlopen (Jekschotse loop, Biezenloop) heeft in het grootste gedeelte van de gemeente een stempel gedrukt op de ontwikkeling van het landschap. Het beekdallandschap met hooiland, beemden en kleine landschapselementen als steilranden en vennen was tamelijk open. De hoger gelegen cultuurlanden vormden met bolle akkers, meidoornhagen en houtsingels een meer gesloten landschap.
Met name in het zuiden van de gemeente bij de buurtschap Jekschot hebben tot in de 19e eeuw restanten van voormalige heidevelden gelegen. Echter, in tegenstelling tot het stereotiepe beeld van de Brabantse woeste gronden, was de gemeente Veghel net als andere Aa-dorpen, een gemeente waar al rond 1900 geen woeste gronden meer te vinden waren.
Door haar ligging in het Aa-dal had de gemeente Veghel meer dan regelmatig wateroverlast, met bijgevolg schade aan de landbouwgewassen. In 1880 kocht het gemeentebestuur de aan haar grenzen gelegen Kilsdonkse watermolen onder Dinther en verwijderde de molenraderen en stuw. Dit loste de waterafvoer enigszins op, maar écht optimaal werd de afvoer pas bij het kanaliseren van de Aa in de jaren 30.

### Populierenlandschap

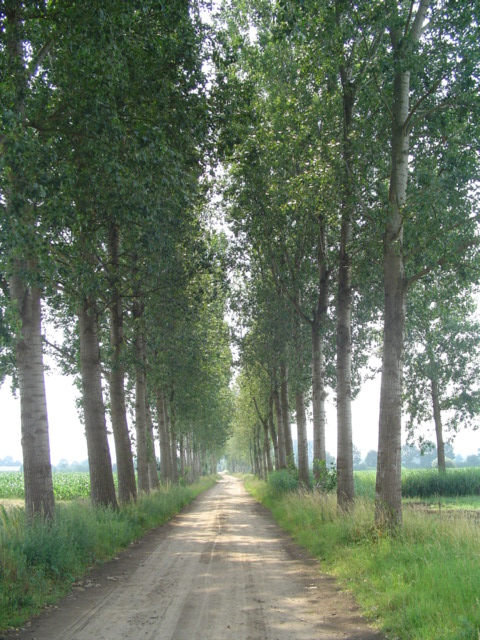
Populierenlandschap aan de Langsteeg bij Veghel

Op de deels sterk lemige gronden in voornamelijk het westen van de gemeente Veghel werden vanaf 1750, vanwege het voorpootrecht, veel populieren aangeplant. Tussen 1760 en 1780 vond de grootste toename van houtteelt plaats in de gemeenten Schijndel-Sint-Oedenrode-Udenhout en Veghel. Met de aanplant van populieren, het patroon van zandpaden en vochtige beekdalgronden ontstond op deze wijze het zo kenmerkende Meierijse “Peppellandschap”. Dit landschap was in feite puur economisch, aangezien de populierenteelt grotendeels in dienst stond van de klompenindustrie. Kerngebied van deze klompenmakerij, en dus ook van de populierenteelt, werd met name gevormd door de gemeenten Sint-Oedenrode, Schijndel, Veghel, Liempde, Best en Boxtel. Volgens Van der Aa (1846) telde Veghel midden negentiende eeuw meer dan twintig klompenmakerijen als gevolg van deze populierenteelt.

### Veranderend landschap
Het typische Meierijse landschap is in Veghel nagenoeg verdwenen, grotendeels als gevolg van de industriële ontwikkeling en groei in de jaren 60 en 70, waar met name de populieren voor moesten wijken. De rivier de Aa was al in de jaren 30 grotendeels gekanaliseerd, waardoor vooral het kleinschalige beekdallandschap ingrijpend veranderde. Ruilverkaveling veegde het oude cultuurlandschap op de hogere zandruggen van de kaart. Her en der bevinden zich echter belangrijke relicten cultuurlandschap die het behouden waard zijn. Zoals het huidige natuurgebied de Aa-Broeken, een nat kwelgebied in het beekdal van de Aa.
Momenteel is de gemeente Veghel bezig met het aanleggen van natuurgebieden. Dit ter compensatie van de aanleg van de snelweg A50, maar ook om het landelijk gebied een grotere ecologische en recreatieve waarde te geven.
- Het Masterplan de Aa vormt hierbij een omvangrijk project. De eerste fase van het Masterplan wordt voorbereid en gerealiseerd in de periode 2005-2007. Deze eerste fase betreft het beekdal van de Aa tussen de A50 aan de noordzijde en de kom van Erp. Voor dit deel van het beekdal worden de doelstellingen ten aanzien van natuurontwikkeling, waterbeheer, recreatie, landschap, landbouw en archeologie concreet uitgewerkt. Er is inmiddels in de Aa een cascadewaterval gerealiseerd in de kom van Veghel, benevens enkele fietsbruggen en kanotrajecten. Landschappelijk zijn diverse meanders, kikkerpoelen en vistrappen gerealiseerd en is een stroomverlegging aangelegd teneinde de waterraderen van de Kilsdonkse molen opnieuw te bereiken. Het project sluit aan op de ontwikkelingen van soortgelijke plannen in de dorpen Heeswijk-Dinther en Berlicum.

## Verwante onderwerpen
- Veghel (gemeente)
- Uden-Veghel